# Т-28
Т-28— трёхбашенный советский средний танк межвоенного периода. Разработан в 1930—1932 годах инженерами танко-тракторного конструкторского бюро ВОАО под общим руководством С. А. Гинзбурга. Т-28 является первым в СССР средним танком, запущенным в массовое производство. В период с 1933 по 1940 год ленинградским Кировским заводом было выпущено 503 экземпляра Т-28.
Т-28 представлял собой трёхбашенный средний танк классической компоновки, с пушечно-пулемётным вооружением и противопульным бронированием, и предназначался для поддержки пехоты и качественного усиления стрелковых и танковых соединений при прорыве укреплённых позиций противника. На момент создания являлся сильнейшим средним танком в мире.
С 1933 года танки Т-28 поступали на вооружение тяжёлых танковых бригад (ттбр) РККА, выделенных с 1936 года в состав резерва Главного Командования. В составе ттбр РГК танки Т-28 использовались в Польском походе РККА и Зимней войне, где показали весьма высокие боевые качества. Однако бронезащита танков по итогам боёв на Карельском перешейке была признана недостаточной, поэтому часть танков снабдили дополнительной экранировкой. К середине 1941 года Т-28 морально устарел, однако по своим тактико-техническим характеристикам всё ещё превосходил практически все образцы танков, имевшиеся в распоряжении вермахта. В составе танковых бригад механизированных корпусов РККА Т-28 участвовали в боях начального периода Великой Отечественной войны, однако в большинстве своём танки были потеряны за первые её месяцы, в основном из-за технических неисправностей. Последнее боевое применение Т-28 частями РККА зафиксировано в 1944 году
Войска Финляндии также использовали трофейные танки Т-28, они стояли на вооружении финской армии до 1954 года.

## История создания

Один из прообразов Т-28 — британский средний танк «Виккерс 16-тонный», 1934 год

История Т-28 началась в 1930 году с визита в Великобританию советской закупочной комиссии во главе с С. Гинзбургом, в чью задачу входило приобретение наиболее современных образцов бронетехники и отправка их в СССР для изучения и использования при организации собственного бронетанкового производства. Одним из танков, особенно заинтересовавших комиссию, стал новейший в то время средний танк A6 фирмы «Виккерс», более известный как «Виккерс 16-тонный». Однако фирма «Виккерс» отказалась продать готовый образец танка ввиду его секретности и выдвинула советской стороне следующие условия для приобретения машины:
- Единовременный платёж в размере 20 000 фунтов стерлингов (порядка 200 000 рублей золотом) за ознакомление с конструкцией и развитием танков этого типа.
- Заказ у фирмы «Виккерс» 10 танков этого типа по цене 16 тыс. фунтов стерлингов (160 тыс. рублей золотом) за танк без вооружения.
- Дальнейший заказ у фирмы танкеток Карден-Лойд Mk VI и лёгких танков Виккерс Mk E.

Такие условия советской делегацией были сочтены неприемлемыми, и было принято решение от приобретения A6 отказаться и вместо этого создать танк такого класса собственными силами с использованием опыта, полученного при изучении в Великобритании образца A6.
Эскизное проектирование нового танка было поручено факультету моторизации и механизации Военно-технической академии им. Ф. Дзержинского, а также созданному 28 января 1931 года танко-тракторному конструкторскому бюро ВОАО. Оба проекта были готовы к июлю того же года. По результатам их сравнения руководством Управления моторизации и механизации был выбран имевший индекс Т-28 проект конструкторского бюро ВОАО, основными разработчиками которого были начальник бюро С. Гинзбург, его заместитель В. Заславский и инженеры-конструкторы О. Иванов и А. Гаккель. В конструкции танка были использованы как данные, полученные при изучении A6, так и опыт, накопленный конструкторами в ходе советско-германского сотрудничества начала 1930-х годов (в частности, разработки танка ТГ и испытаний немецких танков на полигоне под Казанью). По первоначальному проекту танк должен был сохранять общую компоновку A6, иметь вес около 16 тонн и нести вооружение из 45-мм пушки и пулемёта в главной башне и ещё двух пулемётов — в малых. Бронирование танка должно было составлять 20 мм в лобовой части корпуса и 16—17 мм на остальных вертикальных поверхностях, толщина бронелистов крыши — 10 мм, днища — 8 мм. В качестве силовой установки был выбран авиационный двигатель М-5 мощностью 400 л. с., уже устанавливавшийся на танках БТ-2. В конструкции предполагалось широко использовать также другие узлы и конструктивные решения уже находившихся в производстве БТ-2 и Т-26.
28 сентября 1931 года Управление моторизации и механизации заключило с ВОАО договор на изготовление рабочих чертежей и сборку двух опытных образцов Т-28 к 1 мая 1932 года. Прототип танка из неброневой стали был закончен к маю и совершил первый испытательный пробег по двору завода 2 мая 1932 года. От начального проекта прототип отличался установкой более мощного двигателя М-17, а также установкой 37-мм пушки ПС-2 вместо 45-мм, поскольку последняя всё ещё не была готова к тому времени. 11 июня 1932 года Т-28 был продемонстрирован командованию Управления моторизации и механизации РККА. Танк в целом получил положительную оценку, однако военные потребовали установки на него, начиная уже со второго опытного образца, дизельного двигателя ПГЕ, находившегося в то время в разработке, и 76-мм пушки ПС-3. С учётом этих замечаний, а также результатов испытаний прототипа, проект Т-28 был в августе — сентябре 1932 года кардинально переработан — в большей или меньшей степени изменены были почти все узлы и системы танка, за исключением лишь двигательной установки, поскольку указанный дизель так и не был доведён до приемлемого уровня. После этого, в конце октября 1932 года, Советом труда и обороны СССР было принято решение о серийном производстве танка. Изготавливать второй опытный образец не стали.

## Серийное производство

Прототип танка Т-28, 1932 год

Для организации серийного производства Т-28 был выбран ленинградский завод «Красный Путиловец» (бывший Путиловский, впоследствии — Кировский). Это объяснялось в первую очередь тем, что по тем временам Т-28 был весьма сложной машиной, а «Красный Путиловец» располагал достаточными для освоения его производства мощностями и квалифицированными кадрами. Кроме того, у завода уже был опыт сооружения высокосложных механизмов, таких как артиллерийские орудия, паровозы, портовые краны и т. п. Немаловажным был также тот факт, что с 1931 года завод выпускал детали трансмиссии танков Т-26 (элементы коробки передач, бортовые редукторы и т. п.). В конце ноября 1932 года на завод поступили рабочие чертежи танка, и было начато развёртывание производства.
Однако почти сразу начались проблемы. Оборудование цеха МХ-2, выделенного под производство Т-28, было сильно изношено и плохо приспособлено для изготовления деталей танков, требовавших высокой культуры производства. Чтобы преодолеть эту проблему, были расконсервированы, модернизированы и пущены в работу станки времён Первой мировой войны. Кроме того, по личному распоряжению С. М. Кирова на завод был доставлен ряд станков с других предприятий Ленинграда.
Первая партия из 12 танков была готова к апрелю 1933 года, и уже 1 мая 10 из них прошли в составе парада по Красной площади в Москве, а 2 — по площади Урицкого в Ленинграде. Правда, эти танки были приняты условно, так как нуждались в доработках, не имели оптических прицелов, устройств внешней и внутренней связи и т. п. После парада танки отправились обратно на завод.
Но, несмотря на первые успехи, освоение Т-28 в производстве шло медленно и сталкивалось с большим количеством трудностей. Первый госзаказ Управления механизации и моторизации РККА, выданный в 1933 году, предусматривал выпуск 90 танков Т-28. Завод же до конца года с большим трудом смог собрать 41 машину. Для исправления ситуации была проведена капитальная модернизация цеха МХ-2, в котором собирались Т-28, необходимые станки и оборудование были заказаны за границей. Кроме того, осенью 1933 года на заводе было организовано специализированное танковое КБ, получившее название СКБ-2, первой задачей которого стала доработка Т-28 для ускорения его производства. Руководителем СКБ-2 в тот период был О. М. Иванов.
Развернуть стабильное серийное производство удалось только в 1934 году, когда закончилась реконструкция цеха и были налажены прочные связи со всеми поставщиками комплектующих для танка. Но окончательно чертежи и технология производства танков были отработаны только к началу 1936 года. К этому времени в конструкцию танка уже было внесено свыше 700 мелких изменений. Именно длительным освоением в производстве объясняется тот факт, что Т-28 выпуска 1933—1935 страдали многими «детским болезнями» бронетехники, из-за чего танки задерживались военной приёмкой, а в военные части, уже получившие танки Т-28, приходилось направлять заводские ремонтные бригады.
Положительную роль в разворачивании серийного производства сыграл также тот факт, что в 1936 году цех МХ-2 наконец освободили от посторонних заказов — до этого он, параллельно с Т-28, производил сборку 15- и 75-тонных кранов и прессов, что отвлекало и без того немногочисленные рабочие кадры.

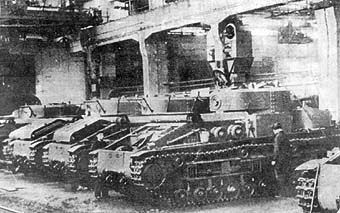
Сборка танков Т-28 в цехе Кировского завода. 1935 год

Производство комплектующих для Т-28, начиная с 1934 года, осуществляли следующие заводы:
- Бронекорпуса и башни — Ижорский завод (г. Колпино)
- Двигатели М-17 — завод № 26 (г. Рыбинск)
- КПП — завод «Красный Октябрь» (г. Ленинград)
- Топливные баки, воздушные фильтры, боеукладки — завод № 7 (г. Ленинград)
- Подшипники — Государственный подшипниковый завод (г. Москва)
- Приборы (манометры, термометры, спидометры, тахометры) — завод № 213 (г. Москва)
- Радиостанции — завод № 203 (г. Москва)

На Кировском заводе осуществлялось изготовление остальных деталей и сборка танка.
Серийный выпуск танка осуществлялся в течение восьми лет, с 1933 по 1940.
| Общее производство танков Т-28 по годам       | Общее производство танков Т-28 по годам | Общее производство танков Т-28 по годам | Общее производство танков Т-28 по годам | Общее производство танков Т-28 по годам | Общее производство танков Т-28 по годам | Общее производство танков Т-28 по годам | Общее производство танков Т-28 по годам | Общее производство танков Т-28 по годам | Общее производство танков Т-28 по годам | Общее производство танков Т-28 по годам |
| --------------------------------------------- | --------------------------------------- | --------------------------------------- | --------------------------------------- | --------------------------------------- | --------------------------------------- | --------------------------------------- | --------------------------------------- | --------------------------------------- | --------------------------------------- | --------------------------------------- |
| Год                                           | Данные                                  | 1933                                    | 1934                                    | 1935                                    | 1936                                    | 1937                                    | 1938                                    | 1939                                    | 1940                                    | Всего                                   |
| Годовой план, шт.                             |                                         | 90                                      | 50                                      | 30                                      | 100                                     | 80                                      | 90                                      | 135                                     | —                                       | —                                       |
| Фактический выпуск, шт.                       | РГАЭ                                    | 41                                      | 51                                      | 32                                      | 101                                     | 46                                      | 100                                     | 140                                     | 13                                      | 524                                     |
| Фактический выпуск, шт.                       | ГАБТУ                                   | 41                                      | 50                                      | 32                                      | 101                                     | 39                                      | 96                                      | 131                                     | 12*                                     | 502                                     |
| Заводской ремонт танков, шт.                  |                                         | —                                       | ?                                       | ?                                       | ?                                       | 14                                      | 50                                      | 24                                      | 96                                      | —                                       |
| Выпуск запасных частей к танкам, тыс. рублей. |                                         | —                                       | 500                                     | 1000                                    | 2172                                    | 4000                                    | 8200                                    | 6530                                    | —**                                     | 22 402                                  |

*Ещё один танк был передан заводу.
**Фактически, при запланированных 12 миллионах рублей, было поставлено запчастей на 5743300. Исполнителями выступали ЛКЗ и Красный Профинтерн. Производство запчастей продолжалось и в 1941 году. Утверждение о прекращении поставок запчастей к устаревшим танкам не соответствует действительности.
Из приведённой таблицы видно, что, начиная с 1934 года, Кировский завод в большинстве случаев не только следовал графику производства Т-28, но и несколько перевыполнял его. Резкое снижение объёмов выпуска танков в 1937 году объясняется планировавшимся принятием на вооружение танка Т-29 — колёсно-гусеничного варианта Т-28, однако проект Т-29 так и не вышел из стадии опытных образцов и в 1938 году производство Т-28 было возобновлено в прежнем объёме. Кроме того в это время была проработана установка в танк новой пушки Л-10.
По данным Ижорского завода было выпущено 543 бронекорпуса. Не использованные бронекорпуса были обращены на переделку 40 танков выпуска 1933 года (15ХХ). В ходе капитального ремонта они получили новые корпуса, поскольку старые имели большое количество дефектов. Такие Т-28 получали к номеру приписку -Н. Известны номера 1560-Н, 1561-Н, 1562-Н, 1568-Н, 1580-Н.
Танки выпускались несколькими сериями:
1551—1700 — 150 (1933-36)
С-710-1000* — 30 (1936)
К-010-500* — 50 (1936-37), Т-28А, «скоростные»
Е-510-1000* — 50 (1937-38)
Д-010-1100* — 110 (1938-39)
350501 — 350565 — 65 (1939)
362251 — 362295 — 45 (1939-40)
363256 — 363258** — 3 (1940)
*Номера шли в последовательности 710, 720, 730…010, 020, 030…
**Танк № 363258 ГАБТУ не принимался и был передан заводу.
Помимо различных изменений конструкции базовой модели, в процессе серийного производства предпринимались неоднократные попытки модернизации танка. В частности, проводились работы по улучшению трансмиссии и бортовых редукторов, вылившиеся в создание танков Т-28А и Т-28А-2 (см. ниже).
Производство танков Т-28 завершилось в феврале 1940 года: военные приняли последние 8 машин.
Первые 330 танков были вооружены пушками КТ-28, остальные получили Л-10.

## Конструкция
Т-28 представлял собой средний танк классической трёхбашенной компоновки с двухъярусным расположением вооружения. Моторно-трансмиссионное отделение находилось в кормовой части танка, а отделение управления, совмещённое с боевым — в лобовой. Танк имел противопульное бронирование. Экипаж танка состоял из шести человек: механика-водителя; командира, выполнявшего также функции стрелка из башенного пулемёта и заряжающего пушки; радиста, выполнявшего также функции второго заряжающего; наводчика и двух стрелков пулемётных башен.

### Броневой корпус

Проекции танка Т-28 образца 1935 года (с пушкой КТ-28 и поручневой антенной)

Проекции танка Т-28 образца 1938 года (с пушкой Л-10)

Корпус танка — коробчатой формы, полностью сварной (из гомогенной брони) или клёпано-сварной (из цементированной брони). Клёпано-сварные корпуса имели танки выпуска конца 1936 — начала 1938 и 1939—1940 годов, в остальные годы выпускались танки с полностью сварными корпусами. В течение 1938 года выпускались танки с корпусами обоих типов. Корпус собирался из катаных бронелистов толщиной от 13 до 30 мм, сваренных между собой встык. Для увеличения обзора механика-водителя и уменьшения мёртвого пространства перед танком передняя часть корпуса была скошена. В целях увеличения защищённости стыки верхнего переднего наклонного, лобового вертикального и переднего листа днища прикрывались дополнительными наугольниками.
Функционально корпус делился на четыре отделения: управления, боевое, силовое и отделение силовой передачи. Боевое отделение отгораживалось от моторного перегородкой с люком для доступа к двигателю.
Сверху к переднему наклонному листу между пулемётных башен приваривались вертикальные стенки верхней части кабины механика-водителя. Спереди кабина прикрывалась откидной бронедверцей с открывающимся вверх лючком. Лючок имел смотровую щель, закрывавшуюся триплексом. Сверху кабина закрывалась ещё одним люком, облегчавшим посадку механика-водителя. В ходе Зимней войны на части танков передняя дверца механика-водителя усиливалась дополнительным 20-мм бронелистом, а вокруг самой кабины наваривалось ограждение, предохранявшее дверцу от заклинивания осколками снарядов при артобстреле.
Снаружи корпуса по обоим бортам напротив боевого отделения крепились ящики для приборов дымопуска. На танках разных годов выпуска ящики различались конфигурацией. Для доступа к приборам дымопуска изнутри боевого отделения в бортах корпуса имелись два круглых отверстия.
К днищу корпуса вдоль моторного отделения была приварена рама двигателя, первичной передачи вентилятора и КПП. Рама для прочности укреплялась двумя подкосами с каждой стороны, служившими одновременно опорой для радиаторов. Справа и слева от подмоторной рамы в отделении трансмиссии располагались вертикальные ниши для бензобаков.
На крыше моторного отделения имелся откидной люк с колпаком воздухозаборника посередине. Справа и слева от люка имелись жалюзи, обеспечивающие доступ воздуха к радиаторам. За моторным отделением на крыше устанавливался глушитель, прикрытый дополнительным бронещитком.
Над трансмиссионным отделением в съёмном бронелисте устанавливался вентилятор, прикрытый сверху бронеколпаком с жалюзи, конфигурация которых также различалась в зависимости от года выпуска танка.
В днище корпуса имелось 7 лючков для доступа к различным агрегатам двигателя и трансмиссии, а также люк экстренной эвакуации экипажа через днище.

### Башни
Башни танка размещались в два яруса. На первом располагались две малые пулемётные башни, на втором — главная башня с пушечным вооружением.
Как и корпуса, главные башни выпускались двух типов — сварные и клёпано-сварные. По конструкции главная башня была идентична главной башне тяжёлого танка Т-35. Башня имела эллиптическую форму с развитой кормовой нишей и собиралась из катаных бронелистов толщиной 15—20 мм. Крыша башни была усилена рёбрами жёсткости, выполненными в форме выштамповок в виде большой звезды и двух полос с закруглёнными краями. Первоначально в крыше башни имелся один прямоугольный люк, который в 1936 году был заменён двумя — круглым люком наводчика с установкой под зенитную турель и прямоугольным люком командира. В передней части крыши башни имелось два отверстия для перископических приборов, защищённых бронеколпаками, в задней части справа — отверстие антенного ввода. Снаружи башни по бортам на восьми кронштейнах могла крепиться поручневая антенна. На правой и левой стенках башни имелись смотровые щели, закрытые триплексами, и под ними — амбразуры для стрельбы из личного оружия, закрываемые бронезадвижками. В передней части башни на цапфах устанавливалась 76,2-мм пушка, справа от неё в независимой шаровой установке помещался пулемёт ДТ (угол горизонтального обстрела ±30°, угол возвышения +30°, снижения — −20°). В задней стенке кормовой ниши башни имелась вертикальная щель для бугельной установки пулемёта, вместо которой с 1936 года была введена стандартная шаровая установка. Кроме того, на правой стенке ниши размещалась радиостанция. Для удобства экипажа главная башня снабжалась подвесным полом, приподнятым над днищем корпуса и закреплённым к погону башни четырьмя кронштейнами. Сверху пол был прикрыт резиновым рифлёным листом. Справа и слева от пушки устанавливались высокие сидения командира и наводчика (соответственно), имевшие на своих стойках вращающиеся боеукладки барабанного типа на 6 снарядов каждая. Между сидениями со сдвигом к передней части башни устанавливалась стойка на 8 снарядов (на танках первой серии — на 12 снарядов) и шесть магазинов к пулемётам. На задней стойке подвесного пола шарнирно крепилось откидное сидение радиста (он же заряжающий).
Башня имела круговое вращение. Механизм поворота башни оснащался электрическим и ручным приводами.
В 1939 году три серийных танка получили главные башни конической формы, также аналогичные по конструкции конической башне танка Т-35. Однако, в отличие от Т-35, конической была только главная башня — пулемётные сохранили цилиндрическую форму (хотя по отчету завода малых конических башен было изготовлено 2 штуки). Основное вооружение — пушка Л-10.
Малые пулемётные башни также были идентичны по конструкции пулемётным башням Т-35 (единственное отличие — отсутствие у башен Т-28 колец рымов). Обе башни были одинаковы по своему устройству, круглые, с выступом в передней части для шаровой установки пулемёта, и различались только размещением смотровых щелей и амбразур для стрельбы из личного оружия. Вооружались башни одним пулемётом ДТ. Привод поворота башни — ручной. Каждая башня могла вращаться от упора в стенку кабины механика-водителя до упора в стенку корпуса танка, горизонтальный угол обстрела пулемёта при этом составлял 165°. Стрелок размещался на поворотном сидении регулируемой высоты, установленном на днище корпуса. Для посадки стрелка в крыше башни имелся один большой люк прямоугольной формы с закруглением вверху.

### Экранирование[2]

Схема экранировки танка Т-28, 1940 год

Применение танков Т-28 на начальном этапе советско-финской войне выявило недостаточность их бронирования. Уже 31 декабря 1939 года было приказано начать экранировку машин в наиболее уязвимых местах: 15-20-мм листы устанавливались на лобовые проекции пулемётных башен, передние участки корпуса и днища, а также на борта в местах расположения топливных баков. По данной схеме, получившей название « частичная экранировка» было сделано 28 танков.
В конце января 1940 года был разработан проект полной экранировки, в результате чего была разработана схема дополнительного экранирования танка. Теперь она предусматривала так же дополнительное бронирование всех башен, бортов и кормы корпуса. До конца войны с ЛКЗ на фронт было отправлено 14 экранированных по этой схеме танков (два из них были сильно повреждены и оказались в капитальном ремонте в категории Обезличенные, что было равнозначно списанию).
Февраль — 14 (отправлены в 20-ю ТТБр ЛВО)
Март — 1 (отправлен НАТИ для переоборудования в ИТ-28)
Апрель — 5 (отправлены в 20-ю ТТБр ЛВО)
Май — 8 (4 отправлены в 10-ю ТТБр КОВО, 2 в 20-ю ТТБр ЛВО и 2 в 21-ю ТТБр ЗОВО)
5 июня 1940 года вышло постановление СНК и ЦК ВКП(б) № 973366сс об экранировании ещё 100 танков.
«Большая башня экранируется бронёй в 30 мм, малая башня — спереди 20 мм, сзади — 15 мм, лобовой лист малой башни — 30 мм, шаровая установка пулемёта — 30 мм, лобовой лист корпуса 20 мм, наклонный передний лист корпуса 20 мм, боковые стенки фонаря механика-водителя 30 мм, щиток механика-водителя — 20 мм, корма корпуса — 30 мм, борта выше крыльев — 30 мм, днище передней части до моторного отделения — 15 мм, ящики для дымбаллонов — 20 мм. Экранировка бортов корпуса ниже крыльев ставить 10 — 20 мм в зависимости от расстояния от борта до гусеницы. Ориентировочный вес экранировки — 4040 кг.»
Из этого заказа всего до середины мая 1941 года было заэкранировано только 85 Т-28, так как часть танков, прибывших из КОВО имела цементированную броню, практически непригодную для сварочных работ.
Июль — 47 (отправлены в 1-й МК ЛВО)
Август — 3 (отправлены в 1-й МК ЛВО)
Ноябрь — 8 (отправлены в 10-ю ТД КОВО)
Декабрь — 6 (отправлены в 10-ю ТД КОВО)
1941 год
Январь — 6 (1 отправлен в 10-ю ТД и 5 в 8-ю ТД КОВО)
Февраль — 5 (отправлены в 8-ю ТД КОВО)
Март — 1 (отправлен в 3-ю ТД ЛВО)
Май — 9 (отправлены в 8-ю ТД КОВО)
В июне 1941 года на заводе в капитальном ремонте находилось 18 Т-28. Несколько из них уже были экранированы, по остальным был отдан приказ: "Экранировку Т-28 продолжать". Насколько приказ был выполнен, не известно.
Кроме того, вплоть до конца 1941 года на заводе в процессе экранировки оставался один танк (№ 1567) из СТТУ.
Танки экранировались в заводских условиях методом приваривания дополнительных бронелистов толщиной 20—30 мм к корпусу танка и башням. Экранирование позволило довести толщину брони лобовых частей корпуса танка до 50—60 мм, а башен и верхней части бортов — до 40 мм. Это серьёзно повысило защищённость машины, хотя и отрицательно сказалось на её динамических характеристиках, поскольку масса танка возросла до 32 тонн. Экранирование танков производилось на Кировском заводе.
В середине июня 1941 года оговаривались планы по экранировке оставшихся 100 танков. Так, на 1 июня 1941 года в РККА числились 485 Т-28, из них 214 с корпусами из гомогенной брони (114 экранировано) и 271 — из цементированной, которая для экранировки была непригодна.

### Вооружение
Основным вооружением Т-28 являлась 76,2-мм танковая пушка. Изначально танки вооружались пушкой модели КТ-28 («Кировская танковая») образца 1927/32 годов. Специально разработанная для Т-28, пушка использовала доработанную качающуюся часть 76-мм полковой пушки образца 1927 года со следующими изменениями:
- укорочена длина отката с 1000 до 500 мм;
- увеличено количество жидкости в накатнике с 3,6 до 4,8 л;
- усилены салазки путём утолщения их стенок с 5 до 8 мм;
- введён новый подъёмный механизм, ножной спуск и новые прицельные приспособления, удовлетворяющие условиям работы танкового экипажа.

Пушка КТ-28 имела длину ствола в 16,5 калибров. Начальная скорость 7-килограммового осколочно-фугасного снаряда составляла 262 м/с, 6,5-килограммового шрапнельного — 381 м/с.
Пушка устанавливалась в лобовой части главной башни в маске на цапфах. Максимальный угол возвышения пушки составлял +25°, склонения — −5°. Подъёмный механизм пушки — секторного типа, ручной.
Пушка КТ-28 предназначалась для борьбы с огневыми точками противника и небронированными целями, и вполне удовлетворяла возлагавшимся на неё задачам. Могущество же её бронебойного снаряда в силу невысокой начальной скорости было весьма низким. Откровенная слабость пушки КТ-28 в борьбе с бронированными целями служила источником множества нареканий со стороны военных. Самими конструкторами танка пушка КТ-28 в качестве основного вооружения рассматривалась как временная мера — впоследствии танки планировалось вооружать 76,2-мм универсальной танковой пушкой ПС-3. Однако по ряду причин её так и не удалось доработать до приемлемого уровня и запустить в производство. Всего танков Т-28 с пушкой КТ-28 выпустили 360 штук; последний танк был сдан в начале 1939 года.
С начала 1939 года и вплоть до окончания производства в 1940 году 143 Т-28 вооружили новой 76,2-мм танковой пушкой Л-10. Кроме того 96 машин получили эту пушку взамен КТ-28 в ходе ремонта и модернизации. Пушка Л-10 имела ствол длиной в 26 калибров и бо́льшую в сравнении с КТ-28 начальную скорость (555 м/с), что позволяло её бронебойному снаряду пробивать броню толщиной до 50 мм на расстоянии в 1000 м при угле встречи в 60° к нормали. Это существенно повысило боевые возможности танка, хотя по надёжности и удобству эксплуатации Л-10 ощутимо уступала КТ-28. Кроме вновь производившихся машин, пушкой Л-10 перевооружались танки, поступавшие на Кировский завод для ремонта. Точных данных об общем количестве танков, вооружённых пушками Л-10, нет. По имеющимся данным можно предположить, что к июню 1941 года пушкой Л-10 были вооружены около 200 Т-28 (не считая обезличенных).
Для наведения орудия на цель использовались телескопический прицел ТОП образца 1930 года и перископический прицел ПТ-1 образца 1932 года.

Схема размещения боеукладок в танке Т-28

Боекомплект пушки составлял 69 унитарных выстрелов, размещавшихся в укладках на бортах корпуса (49 штук), в стойке на подвесном полике башни (8 шт.) и во вращающихся барабанных установках под сидениями командира и наводчика (по 6 шт.) (применение вращающейся боеукладки — характерная особенность танков Т-28 и Т-35). В боекомплект танков с пушками КТ-28 входили только осколочно-фугасные и шрапнельные снаряды, а танков, оснащённых пушками Л-10 — также и бронебойные.
Вспомогательное вооружение Т-28 состояло из четырёх 7,62-мм пулемётов ДТ, расположенных в шаровых установках. Один из них размещался в лобовой части главной башни в автономной установке, справа от пушки, другой размещался в кормовой нише. Изначально кормовой пулемёт не имел своей установки, а был съёмным (на бугельной установке) и вёл огонь через закрывавшуюся броневой крышкой вертикальную амбразуру. Начиная с 1936 года, в кормовой нише башни устанавливалась стандартная шаровая установка. По одному пулемёту устанавливалось в малых башенках, каждая из которых имела горизонтальный сектор наводки 165°. На танках последних серий на люке наводчика устанавливалась также зенитная турельная установка П-40 с пулемётом ДТ, снабжённым для стрельбы по воздушным целям коллиматорным прицелом (таким образом, общее количество пулемётов танка доводилось до пяти).
Боекомплект пулемётов составлял 7938 патронов в 126 дисковых магазинах по 63 патрона каждый. Магазины для пулемётов главной башни укладывались в стеллажах на бортах корпуса и в кормовой нише. Оригинально была решена укладка магазинов для пулемётов малых башен — по обе стороны от механика-водителя на правом и левом бортах находилось по одному вращающемуся в вертикальной плоскости барабану, в каждом из которых было уложено по 40 магазинов к пулемётам (8 секторов по 5 магазинов).

### Двигатель и трансмиссия
Двигатель танка — V-образный авиационный карбюраторный М-17Т водяного охлаждения, эксплуатационной мощностью 450 л. с. при 1400 об/мин. Максимальная мощность составляла 500 л. с. при 1450 об/мин (попытки установки на танк дизельного двигателя успеха не имели). Степень сжатия — 5,3, сухая масса двигателя — 553 кг. Карбюраторов — два, типа КД-1 (на каждую группу цилиндров). Водяное охлаждение двигателей осуществлялось при помощи радиаторов общей ёмкостью 100 л. На машинах первой серии радиаторы имели разное число секций. Два бензобака ёмкостью 330 л каждый располагались вдоль бортов в трансмиссионном отделении. Подача топлива — под давлением, бензопомпой. В качестве топлива использовался бензин марок Б-70 и КБ-70. Масляный насос — шестерёнчатый (на танках первой серии — поршневой). Зажигание — от магнето. На танках первой серии использовались магнето «Сцинтилла», на последующих — магнето «Электрозавод».
Трансмиссия состояла из главного фрикциона сухого трения, пятискоростной коробки перемены передач (пять передач вперёд, одна назад), многодисковых сухих бортовых фрикционов и двухрядных бортовых передач с ленточными тормозами. Коробка передач имела блокировочное устройство, предотвращавшее переключение передач при невыключенном главном фрикционе.

### Ходовая часть

Тележка ходовой части танка Т-28, 1934

Подвеска была разработана в основном по типу танка фирмы «Крупп» и представляла собой коробчатую гусеничную раму, приклёпанную или приваренную к броне корпуса, внутри которой размещались все элементы подвески.
Ходовая часть применительно к одному борту состояла из 12 парных опорных катков малого диаметра, сблокированных при помощи балансиров в 6 кареток с пружинным подрессориванием. Каретки, в свою очередь, сблокированы в две тележки, подвешенные к корпусу на двух точках.
Наружный диаметр опорного катка — 350 мм. Изначально все опорные катки имели резиновые бандажи. Начиная с 1936 года на две каретки в самой загруженной части танка (4-ю и 5-ю) стали устанавливать цельнометаллические катки без бандажей. Также имелись 4 обрезиненных поддерживающих ролика диаметром 280 мм. Ведущие колёса — цевочного зацепления с диаметром делительной окружности 720 мм и 17 зубьями, заднего расположения. Зубчатые венцы — съёмные. Направляющие колёса — литые со стальным штампованным ободом и резиновым бандажом. Наружный диаметр колеса — 780 мм. Натяжное приспособление — винтовое, с помощью кривошипа. Мелкозвенчатая гусеничная цепь длиной 15 800 мм состояла из 121 стального литого трака. Ширина трака — 380 мм, длина — 170 мм, шаг гусеничной цепи — 130 мм.

### Электрооборудование
На машинах первой партии устанавливалось импортное электрооборудование напряжением 12 В, но затем, с конца 1933 года, перешли на отечественное оборудование, напряжением 24 В.
Мощность генератора — 1000 Вт.
Внутреннее освещение и электрооборудование машины включало 3 лампочки щитка водителя, 2 переносных лампочки, 6 штепсельных розеток (3 в главной башне, по одной — в малых и одна в отделении трансмиссии), 4 плафона (2 в главной башне и по одному — в малых).
Для освещения дороги в ночное время танк имел две складные фары, снабжённые броневыми кожухами (аналогичны использовавшимся на Т-26). На корме танка на надгусеничных полках размещалось два задних габаритных фонаря с откидными крышками. Также на ряд танков устанавливались две фары-прожектора для ночной стрельбы (так называемые «фары боевого света»), размещавшиеся на маске орудия, либо непосредственно над его стволом, либо по обе стороны от него.
Для подачи звуковых сигналов имелся гудок «ЗЕТ» вибраторного типа.

### Средства наблюдения и связи
Средства наблюдения на Т-28 представляли собой простые смотровые щели, закрытые с внутренней стороны сменным триплексным стеклоблоком, обеспечивавшим защиту от пуль, осколков снарядов и брызг свинца при обстреле бронебойными пулями. По одной смотровой щели располагалось по бортам главной башни, по внешним бортам пулемётных башен и в крышке люка механика-водителя. Кроме этого, командир танка располагал перископическим панорамным прибором наблюдения ПТК, защищённым бронеколпаком.
Для внешней связи все танки Т-28 оснащались радиостанциями. На танки ранних выпусков устанавливалась радиостанция 71-ТК, обеспечивавшая связь на дистанцию в 18—20 км. С 1935 года на танк стали устанавливать радиостанцию 71-ТК-2 с увеличенной до 40—60 км дальностью связи, но из-за ненадёжности (радиостанция постоянно перегревалась) её уже с 1936 года заменили более совершенной 71-ТК-3, ставшей наиболее массовой танковой радиостанцией довоенных лет.
На машинах выпуска 1933—1935 годов были проблемы с экранировкой электрооборудования, вследствие чего возникали сильные радиопомехи. Позднее благодаря блокировке электросхемы с помощью конденсаторов от помех удалось избавиться.
Большинство Т-28 оборудовалось антенной поручневого типа, лишь на танках выпуска 1939—1940 года стали устанавливаться штыревые антенны.
Для внутренней связи Т-28 оснащались танковым переговорным устройством (танкофоном) ТПУ-6 на всех шестерых членов экипажа. На машинах первой серии устанавливался прибор типа «Сафар».

### Дополнительное оборудование
Противопожарное оборудование включало в себя стационарный огнетушитель с четырёххлористым углеродом ёмкостью 3 л, установленный под правым радиатором и приводившийся в действие специальной кнопкой с места механика-водителя или командира танка. Кроме того, имелось два ручных огнетушителя.
Танк оборудовался двумя приборами дымопуска ТДП-3, установленными на бортах в специальных ящиках.

### ЗИП
Снаружи к корпусу танка крепился ЗИП в составе двух 15-тонных домкратов, двух лопат, топора, двуручной пилы, двух ломов, специального стального бруска для снятия катков, буксирных тросов, брезента, запасных катков и запасной каретки нижней подвески. Схема укладки ЗИП существенно различалась в зависимости от года выпуска. На часть танков монтировалась специальная решётка для укладки брезента.

## Основные серийные модификации
- Т-28-1 — опытный образец (1932). Вооружение: 37-мм пушка образца 1930 и три пулемёта ДТ.
- Т-28 — первый серийный образец производства 1933—1934 годов. Вооружение: 76,2-мм пушка КТ-28 и 4 пулемёта ДТ.
- Т-28 — основной серийный образец производства 1934—1938 годов. Вооружение: 76,2-мм пушка КТ-28 и 4—5 пулемётов ДТ.
- Т-28А — установлена новая скоростная трансмиссия, позволявшая разгонять машину до 60 км/ч. Один переоборудованный танк, № 1551, проходил испытания в сентябре 1935 года. В 1936 году было изготовлено 52 танка. Первым из них был именной танк «Сталин» с заводским номером С-910. За ним последовала серия К из 50 машин (№ 010—500). Так же в ноябре проходил испытания вновь переделанный № 1551. Машина достигла скорости 65 км/ч.
- Т-28 — основной серийный образец производства 1939—1940 годов. Вооружение: 76,2-мм пушка Л-10 и 5 пулемётов ДТ.
- Т-28Э — экранированный вариант танка Т-28. Экранировка ранее построенных машин производилась с февраля 1940 по май 1941 года. Всего заэкранировано 114 танков.

## Экспериментальные образцы
- Т-28ПХ (Т-28 подводного хождения) — серийный танк, на который в опытном порядке было установлено оборудование для преодоления по дну водных преград глубиной до 4,5 м (1937).

В целях обеспечения возможности подводного хождения, корпус танка Т-28ПХ и его вооружение герметизировалось, а для питания двигателя воздухом и отвода выхлопных газов под водой устанавливались специальные приспособления. Оборудование было изготовлено в мастерских НИБТ полигона в Кубинке. Испытания танка проводились в августе — декабре 1937 года в естественных водоёмах Московской области. Экипаж работал в лёгких водолазных аппаратах типа ИПА-2 и ИПА-3. Всего было произведено 27 заездов на различную глубину. Общая продолжительность подводного хождения танка составила 6 ч 35 мин, из них 4 ч 44 мин — с работающим двигателем. При этом длительность единичного погружения была доведена до 60 минут, а непрерывная работа двигателя под водой — до 27.
Однако не обошлось без ЧП. 4 сентября 1937 года на 18-й минуте четвёртого заезда, на глубине 2780 мм, двигатель, работавший до этого нормально, при 1000—1100 об/мин, стал давать перебои, самопроизвольно меняя число оборотов. Через 40—50 секунд в моторном отделении танка произошёл взрыв. От резкого перепада давления были вырваны крепления люков водителя, правой малой башни, люка наводчика главной башни и подмоторного люка, а также нарушена герметизация ряда уплотнений жалюзи. В итоге танк залило водой. К счастью, обошлось без жертв — экипаж сумел покинуть машину.
По результатам испытаний был сделан вывод, что в данном виде оборудование подводного хода имеет ряд конструктивных недостатков и в целом не в полной мере соответствует предъявленным тактико-техническим требованиям. В то же время даже при самом поверхностном устранении выявленных дефектов подводное хождение Т-28 признавалось вполне возможным. При устранении всех недостатков Т-28ПХ мог успешно использоваться при форсировании водных преград глубиной до 4 м и шириной до 1 км при максимальной скорости течения до 1 м/с.
Комиссией, проводившей испытания, было признано необходимым изготовить эталонный образец Т-28ПХ в заводских условиях. Однако никакой информации о последующих разработках по Т-28ПХ нет.

## Машины, созданные на базе Т-28
- Т-29 — экспериментальный средний колёсно-гусеничный танк, созданный по аналогичной с Т-28 компоновочной схеме и с использованием его узлов и агрегатов. Вооружение: 76,2-мм пушка КТ-28 (ПС-3 или Л-10) и 4—5 пулемётов ДТ. Выпущено три опытных образца: в конце 1934 — Т-29-4 и Т-29-5; в 1936 — Т-29 «эталонный».

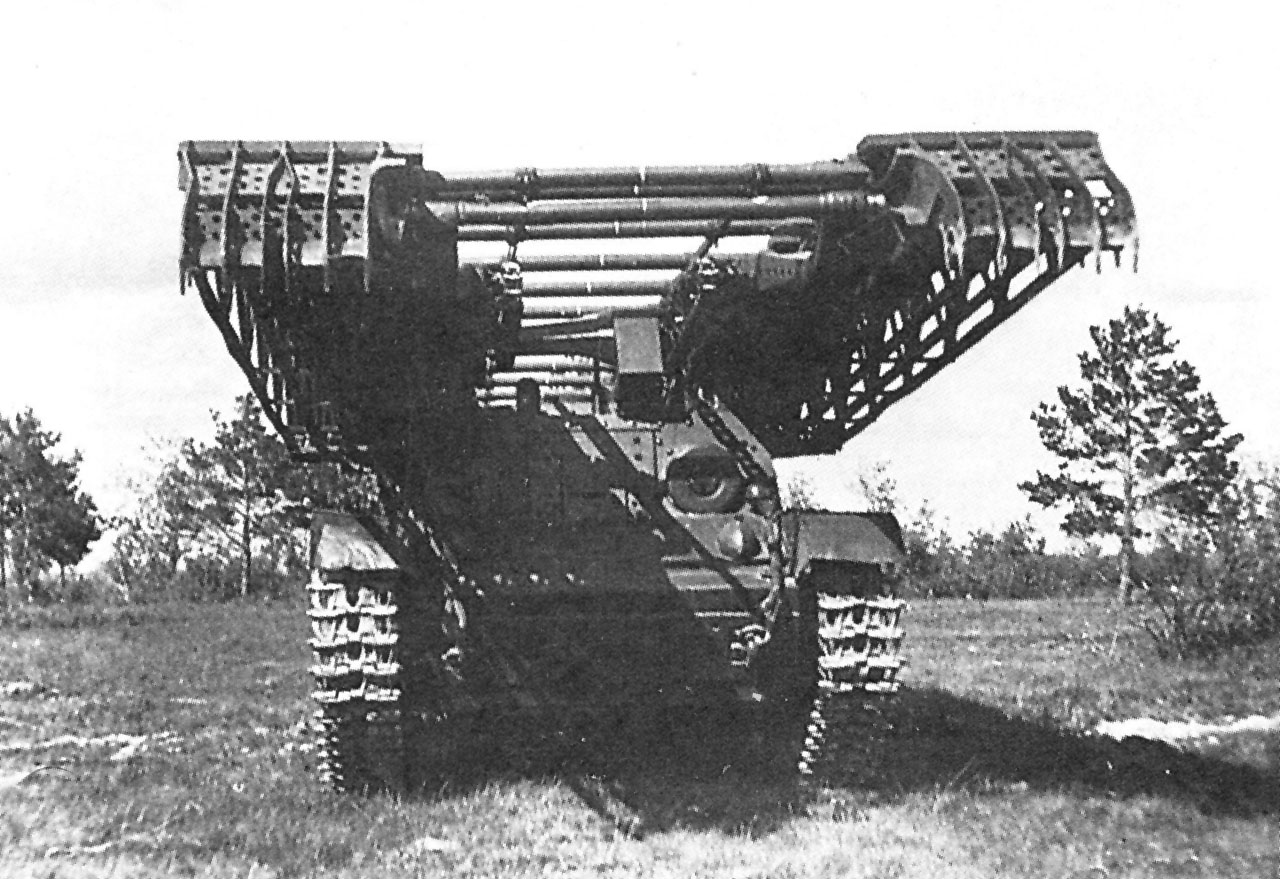
Мостовой танк ИТ-28 на испытаниях. НИБТ полигон в Кубинке, июнь 1940 года

- ИТ-28 — инженерный танк-мостоукладчик, проектировавшийся в 1936—1940 годах. Весной 1940 года Т-28 № 1638 в опытном порядке был переделан в ИТ-28. Вместо башен и подбашенной коробки устанавливалась восьмигранная рубка, на которую устанавливался двухколейный мост длиной 13,3 м с мостовым приводом и рычагами наводки. По итогам испытаний было установлено, что время наводки моста составляет 3—5 минут, а прочность механизмов привода и самого моста достаточны для прохождения танков массой до 50 т. Собственный вес машины составлял 24 тонны, вооружение состояло из 2 пулемётов ДТ. Машина была оценена военными в принципе положительно, но выявленные недостатки требовали доработки, которая так и не была проведена. Все дальнейшие работы по ИТ-28 были свёрнуты.[Л 14]
- СУ-8 — проект зенитной самоходной артиллерийской установки на базе танка Т-28 (1935). Вооружение: 76-мм зенитная пушка образца 1931 года и пулемёт ДТ.[Л 2]
- 152,4-мм самоходная мортира — проект самоходной артиллерийской установки (1932). Использовалось шасси танка Т-28. Вооружение: 152-мм мортира образца 1931 года (НМ) и два пулемёта ДТ.[Л 2]
- 152,4-мм самоходная береговая пушка — проект самоходной артиллерийской установки для береговой обороны (1933). Использовалось шасси танка Т-28. Вооружение: 152-мм морская пушка Б-10.[Л 2]
- СУ-14 и СУ-14-1 — самоходные артиллерийские установки (1935, 1936 годы). Созданы с использованием узлов и агрегатов танков Т-28 и Т-35. Вооружение соответственно: 203-мм гаубица Б-4 или 152-мм морская пушка Б-10. Выпущены два опытных образца.[Л 2]
- Танк-электротральщик на базе Т-28 — экспериментальный электротральщик для создания проходов в минных заграждениях (1940). На танке вместо главной башни устанавливалась металлическая рубка размером 2×2,5 м, в которой находились генератор с двигателем от ЗИС-5 и другое оборудование. Генератор создавал перед танком электромагнитное поле ультравысокой частоты, позволявшее подрывать мины с электродетонаторами. 14 апреля 1940 года электротральщик прошёл успешные испытания, но по ряду причин не был запущен в серийное производство. Позже аналогичная машина проектировалась на базе танка КВ-1.[Л 14]
- Моторный броневой вагон — вооружённая бронедрезина. Создан с использованием агрегатов, узлов и орудийных башен танка Т-28. Вооружение: три 76,2-мм пушки КТ-28 (или Л-11, которые в период Великой Отечественной войны были заменены на Ф-34), 8 пулемётов ДТ и 4 пулемёта «Максим». Выпущено 2 экземпляра.[Л 2]
- Объект 112 — проект среднего танка, представлявший собой Т-28 с подвеской по типу тяжёлого танка Т-35. Разработан КБ Кировского завода под руководством Котина в 1938 году[Л 15].

Кроме того, башни танков Т-28 использовались для вооружения бронекатеров проектов 1124, 1125 и С-40. Также уже в период Великой Отечественной войны башни и элементы корпусов Т-28 использовались при постройке некоторых бронепоездов (к примеру, бронепоезда № 1 «Истребитель фашизма» из состава 6-го ОДБП и бронепоезда № 2 «Дзержинец» из состава 48-го ОДБП) и при сооружении долговременных огневых точек в районе Ленинграда.

## Вооружение, испытывавшееся на базе Т-28
- 76,2-мм пушка Л-11 — создана в КБ Кировского завода в начале 1938 года для замены пушки Л-10 в качестве основного вооружения Т-28, а также для оснащения перспективных тяжёлых и средних танков. Испытывалась на танке Т-28 в 1939 году. Серийно ставилась на ранние Т-34 и КВ-1.
- 76,2-мм пушка Ф-32 — создана в ОКБ-92 Горьковского артиллерийского завода № 92 под руководством В. Г. Грабина. В 1940 году проходила испытания на Т-28. В январе 1941 года пушка была принята на вооружение РККА. Серийно ставилась на КВ-1.
- 85-мм пушка Ф-30 — разработана под руководством Грабина в начале 1939 года как танковое орудие большой мощности. В начале лета 1939 года образец орудия проходил испытания возкой и на искусственном откате на танке Т-28 (орудие устанавливалось в башню). Испытания стрельбой было решено не проводить, поскольку при использовании орудия расчётная реакция отдачи на погон превышала допустимую.[Л 16]

## Оборудование, испытывавшееся на базе Т-28
- Катковый минный трал нажимного действия — испытывался на Т-28 в мае — июле 1939 года. Трал проделывал два прохода перед гусеницами танка шириной по 600 мм. В ходе испытаний выяснилось, что каждая каретка катков в состоянии подорвать 2—3 противотанковые мины типа ТМ-35, снаряжённые 2600—2800 г тола, после чего она нуждалась в восстановлении. Скорость траления достигала 10—12 км/ч. Для установки трала на танк требовалось 1 ч 40 мин. Габаритные размеры танка с тралом составили: длина — 8160 мм, ширина — 3216 мм. Масса трала — 2110 кг. По результатам испытаний был сделан вывод, что, несмотря на ряд положительных качеств трала, его конструкцию необходимо улучшить, чтобы добиться большей живучести (10—15 взрывов под кареткой) и манёвренности. Было признано необходимым изготовить 2—3 образца для полигонных испытаний и провести их в 1940 году в летних и зимних условиях, однако дальнейшие испытания не проводились.[Л 17]
- Бойковый минный трал ТР-28 — испытывался на Т-28 в июле — августе 1940 года. Трал был разработан инженерами Белогуровым и Колоевым по опыту Зимней войны и предназначался для обеспечения проходов шириной 3,5 м в минных полях. Трал состоял из барабана, к которому крепились тросы с грузиками на концах, и цепной передачи с приводом от ленивца танка. Вращаясь, тросы с грузами ударяли по земле и вызывали детонацию мин. Испытания показали, что конструкция трала в принципе удачна, но нуждается в доработке.[Л 17]
- Плуг-канавокопатель КВ — испытывался на Т-28 в ноябре 1940 года. Предназначался для быстрого отрытия позади движущегося танка трапецеидальных траншей неполного профиля (около 0,5—0,6 м глубиной) для укрытия пехоты в бою. Испытания показали неплохие результаты, однако дальнейшие разработки по плугу КВ были прекращены.[Л 18]
- Торсионная подвеска — испытывалась в феврале — марте 1939 года в рамках проектных и конструкторских работ СКБ-2 по танку СМК. Для испытаний на серийном Т-28 (заводской номер 1552) была демонтирована штатная подвеска и установлена торсионная. Торсионные валы размещались непосредственно под днищем машины, а для ограничения хода балансиров были установлены стальные упоры с резиновыми демпферами. В ходе испытаний танк прошёл 1851 км. Были опробованы три типа опорных катков, различавшиеся диаметром, массой и типом упругого элемента. Испытания показали общую надёжность работы торсионной подвески, которая в доработанном виде была применена на экспериментальных танках СМК и КВ. Кроме того, торсионная подвеска была рекомендована для применения при постройке новых Т-28, однако в производстве Т-28 с торсионной подвеской по ряду причин так и не были освоены.[Л 19]
- Раскидыватель надолб и завалов — разрабатывался заводом № 185 во время Зимней войны. Представлял собой металлический клин с полозьями, толкаемый впереди танка. При помощи его предполагалось раздвигать противотанковые надолбы. Однако испытания показали, что даже мощности двигателя Т-28 оказалось недостаточно для преодоления надолб, и поэтому дальнейшие работы по этому проекту были прекращены.[7]

## Операторы
- СССР
- Финляндия — 7 танков;[Л 3]
- Нацистская Германия — точное количество неизвестно, но не более 10 танков;[Л 3]
- Румыния — два танка;[Л 20]
- Венгрия — один танк.[Л 20][Л 21]

## Эксплуатация и боевое применение

### РККА

Схема организации ттбр РККА образца 1936 года

Первые танки Т-28 стали поступать во 2-й отдельный танковый полк в Стрельне осенью 1933 года. В марте 1934 года на основе выделенных из него подразделений начал формирование учебный танковый полк, по окончании которого в ноябре 1934 года он был передислоцирован в Слуцк (ныне Павловск) (ЛВО). Согласно штата 10/484 он должен был иметь 30 Т-28. В апреле 1934 года штатное расписание изменили, после чего в полку должны были состоять 50 Т-28, 3 Т-37 и 3 лёгких бронеавтомобиля (БА).
В 1934 году в Харькове был сформирован ещё один учебный танковый полк. Первоначально планировалось оснащать его Т-35, но из-за недостатка машин в него включили и Т-28.
В сентябре 1935 года для участия в Киевских манёврах, как временная единица, был сформирован 4-й отдельный танковый батальон РГК с 20 Т-28.
12 декабря 1935 года приказом Наркома обороны танковые полки были развёрнуты в отдельные тяжёлые танковые бригады. В соответствии с этим приказом, ттбр состояла из трёх линейных танковых батальонов, учебного батальона, батальона боевого обеспечения и других подразделений. В своём составе ттбр имела 54 танка Т-28, 16 танков БТ, 11 танков Т-26, 7 Т-26 и 3 огнемётных танка БХМ-3, а также многочисленные автомобили. Личный состав бригады составлял 1400 человек.
Существующие два танковых полка РГК перевели на Т-28: 1-й в Смоленске и 4-й в Киеве. Одновременно все полки переформировывались в тяжёлые танковые бригады РГК. Так появились 1-я и 4-я ТТБР РГК (бригады с Т-26 и БТ именовались «механизированными»). Учебный танковый полк в Харькове стал 5-й, а в Слуцке — 6-й ТТБР РГК. Процесс переформирования растянулся до весны 1936 года. В мае в ТТБР были переформированы 2-й и 3-й отдельные танковые полки РГК (Стрельна и Рязань соответственно). В 1937 году из-за недостатка матчасти бригады перевели в разряд резервных. В 1938 году их переформировали в легко-танковые полки.
Приказом Наркома обороны от 21 мая 1936 года тяжёлые танковые бригады были выделены в резерв Главного Командования (РГК). Основное предназначение этих частей определялось как «качественное усиление стрелковых и танковых соединений при прорыве укреплённых позиций противника». В соответствии с этим предназначением была разработана программа, по которой готовили личный состав ттбр. Подготовка танкистов на Т-28 осуществлялась во 2-й запасной танковой бригаде ЛВО (г. Слуцк), Орловском бронетанковом училище, а также на Ленинградских бронетанковых курсах усовершенствования комсостава.
В соответствии с Уставом РККА, расчёт боевого экипажа танка Т-28 по состоянию на январь 1936 года выглядел следующим образом (сохранена орфография и пунктуация оригинала):

Командир танка (лейтенант) — помещается в главной башне № 1 справа от орудия у перископа. Ведёт огонь из ДТ, заряжает с помощью радиста орудие, командует танком.
Техник танковый младший (воентехник 2 ранга) — помещается в передней части танка в отделении управления. Непосредственно управляет движением танка, отвечает за его техническое состояние. Вне боя руководит подготовкой механиков-водителей и моториста.
Механик-водитель (старшина) — помещается в башне № 2 (левая пулемётная), ведёт огонь из пулемёта, обеспечивает уход за мотором.
Командир артиллерийской башни (младший командир взвода) — помещается в башне № 1 слева, ведёт огонь из 76-мм орудия. Отвечает за состояние вооружения танка. Вне боя руководит подготовкой пулемётчиков.
Командир пулемётной башни № 3 (отделённый командир) — помещается в башне № 3 (правая пулемётная), ведёт огонь из пулемёта. Обеспечивает уход за ходовой частью танка.
Радиотелеграфист (отделённый командир) — помещается в башне № 1, обслуживает радиостанцию, в бою помогает заряжать орудие.
Механик-водитель младший (младший командир взвода) — находится вне танка. Обеспечивает постоянный уход, чистку и смазку трансмиссии и ходовой части в предбоевой обстановке и после боя.
Моторист (младший технический состав) — находится вне танка. Обеспечивает постоянный уход за мотором, его чистку и смазку.

Танки Т-28 образца 1936 года проходят в составе парада по Красной площади. Москва, 7 ноября 1939 года

В 1939 году тяжёлые танковые бригады были переведены на новый штат, а также сменили нумерацию: 5-я ттбр стала 14-й, 4-я ттбр — 10-й, 1-я ттбр — 21-й, а 6-я ттбр — 20-й им. Кирова.
До 1939 года Т-28 не применялись в боевых действиях, однако неоднократно участвовали в войсковых манёврах и учениях (впервые — в январе 1934 года). При этом нередко имели место положительные отзывы о тактико-технических характеристиках танков, а вот к качеству и надёжности машин были претензии.
Кроме того, с 1933 года и вплоть до начала Великой Отечественной войны Т-28 регулярно принимали участие в военных парадах 1 мая и 7 ноября в Москве (Красная площадь, около 20 машин), Ленинграде (Дворцовая площадь, 10—12 машин) и Киеве (Крещатик, 10—12 машин).
В сентябре 1939 года 10-я и 21-я танковые бригады (98 и 105 танков Т-28 соответственно) участвовали в «Освободительном походе» на Западную Украину. 10-я тб действовала в составе Украинского фронта, 21-я тб — в составе Белорусского. Несмотря на то, что боевых столкновений с противником во время похода практически не было, танки Т-28 очень хорошо показали себя, пройдя на марше 350—400 км и продемонстрировав при этом весьма удовлетворительную надёжность.
Сложные схемы камуфляжа в окраске находившихся в ттбр танков Т-28 практически не применялись. Как правило, танки окрашивались стандартной для бронетехники РККА оливковой краской 4БО. В зимнее время наносился временный камуфляж смываемой белой краской.

#### ВЗимней войне

Колонна танков Т-28 из состава 20-й ттбр движется к Карельскому перешейку. Декабрь 1939 года

Т-28 на огневом рубеже. Карелия, январь 1940 года

Танк Т-28 из состава 90-го танкового батальона 20-й тяжёлой танковой бригады, подбитый в бою 18 декабря 1939 года при прорыве линии Маннергейма в районе высоты 65,5. Снимок сделан в феврале 1940 года

20-я тяжёлая танковая бригада имени С. М. Кирова, вооружённая танками Т-28, участвовала в боевых действиях на Карельском перешейке во время советско-финской войны 1939—1940 годов (данные об участии в боевых действиях в Карелии 10-й ттбр не соответствуют действительности). В составе бригады насчитывалось 105 танков Т-28, большинство из которых было вооружено пушками Л-10, а также лёгкие танки БТ-5 (8 шт.), БТ-7 (21 шт.), огнемётные танки БХМ-3 (11 шт.), 20 бронеавтомобилей, многочисленные грузовые машины и 2926 человек личного состава.
В ходе боёв на «Линии Маннергейма» танки Т-28 использовались по своему прямому назначению — для поддержки пехоты при прорыве укреплённых позиций противника. При этом, несмотря на то, что Т-28 создавался по требованиям начала 1930-х годов, их применение в целом было весьма успешным, особенно в сравнении с танками Т-26 и БТ. В частности, Т-28 легко двигались по снегу глубиной 80—90 см, хорошо преодолевали рвы, эскарпы и прочие противотанковые заграждения, огневой мощи пушек вполне хватало для эффективной борьбы с ДЗОТами и даже небольшими ДОТами, а множество пулемётов позволяло создавать настоящий ливень свинца. Однако, вместе с тем, бронирование танков не позволяло им эффективно противостоять огню противотанковой артиллерии, в частности, 37-мм пушек «Бофорс».
Роль 20-й ттбр в прорыве «Линии Маннергейма» трудно переоценить. Благодаря умелому и энергичному руководству, бригада сражалась гораздо эффективнее других частей. При этом удалось организовать хорошую координацию действий танковой бригады с другими родами войск (правда, в её техническом осуществлении были проблемы, что порой служило причиной высоких потерь). Командование РККА высоко оценило действия 20-й ттбр в ходе Зимней войны — в апреле 1940 года Указом президиума Верховного Совета СССР бригада была награждена орденом Боевого Красного Знамени и впредь именовалась Краснознамённой. 21 танкист удостоился звания Героя Советского Союза, 613 человек были представлены к орденам и медалям.
Всего за период с 30 ноября 1939 года по 13 марта 1940 года потери 20-й ттбр составили:
- в личном составе — 564 человека, из них безвозвратные — 169;[Л 25]
- в материальной части — 482 танка, из них 155 подбиты артогнём, 77 подорвалось на минах, 30 сгорело, 21 утонул в болотах или озёрах, 2 захватили финны, и 197 танков вышли из строя по техническим причинам.[Л 24]

Однако из 482 потерянных Т-28 в ходе боёв было восстановлено и вернулось в строй 386 танков, то есть свыше 83 %. Такой высокий процент восстановленных машин объясняется хорошей работой ремонтно-эвакуационной службы бригады, хорошим снабжением запчастями и близостью Кировского завода — производителя Т-28. При этом всего в боях в Карелии участвовали 172 танка Т-28 — 105 в составе 20-й ттбр на начало войны, и ещё 67 новых танков было получено бригадой в процессе боевых действий. То есть, в среднем, каждый участвовавший в войне Т-28 выходил из строя, восстанавливался и возвращался в строй минимум по два раза (отдельные танки — до пяти раз). Безвозвратные (не подлежащие восстановлению) потери танков Т-28 по итогам войны составили 32 машины (30 сгоревших и 2 захваченных). Впрочем, списано было только 18 танков. Однако, если учесть, что 37 повреждённых машин так и не смогли восстановить (две трети из-за банального отсутствия запасных частей), то жертвами войны можно считать 55 Т-28.
Таким образом, применение Т-28 в Зимней войне показало, что при условии грамотного использования и хорошего снабжения запчастями эти танки являются мощной, надёжной и ремонтопригодной машиной, несмотря на сложные климатические условия, артобстрелы и минные поля. Также был сделан вывод о недостаточной защищённости танков Т-28, что послужило поводом к разработке схемы их экранирования.

#### ВВеликой Отечественной войне

Экранированный Т-28, брошенный экипажем. Украина, июль 1941 года

Экранированный Т-28 с пушкой Л-11, подбитый немецкой противотанковой артиллерией. Северо-Западный фронт, август 1941 года

В июле 1940 года 20-я ТТБР была обращена на формирование 1-й и 3-й ТД 1-го МК, 21-я — 2-й и 5-й ТД 3-го МК и 4-й и 7-й ТД 6-го МК, 10-я — 8-й и 10-й ТД, 14-я — 15-й ТД (один батальон с Т-35 был передан в 12-ю ТД, а затем в 34-ю).
К лету 1941 года Т-28 с точки зрения конструкторской мысли уже морально устарел (особенно в сравнении с новым советским средним танком Т-34), однако по вооружению танк превосходил все машины, имевшиеся в то время в распоряжении вермахта, а по броневой защите незначительно уступал только PzKpfw IV (экранированные Т-28Э превосходили по бронированию все имеющиеся у вермахта образцы бронетехники).
Однако далеко не все имевшиеся в наличии танки были в боеготовом состоянии — сказывалась изношенность большинства машин и хроническая нехватка запчастей к ним, которых Кировский завод в связи с переходом на выпуск других машин выпускал всё меньше.
| Наличие и техническое состояние танков Т-28 в военных округах по состоянию на 1 июня 1941 года | Наличие и техническое состояние танков Т-28 в военных округах по состоянию на 1 июня 1941 года | Наличие и техническое состояние танков Т-28 в военных округах по состоянию на 1 июня 1941 года | Наличие и техническое состояние танков Т-28 в военных округах по состоянию на 1 июня 1941 года | Наличие и техническое состояние танков Т-28 в военных округах по состоянию на 1 июня 1941 года | Наличие и техническое состояние танков Т-28 в военных округах по состоянию на 1 июня 1941 года |
| ---------------------------------------------------------------------------------------------- | ---------------------------------------------------------------------------------------------- | ---------------------------------------------------------------------------------------------- | ---------------------------------------------------------------------------------------------- | ---------------------------------------------------------------------------------------------- | ---------------------------------------------------------------------------------------------- |
| Округ                                                                                          | 1-я категория                                                                                  | 2-я категория                                                                                  | 3-я категория                                                                                  | 4-я категория                                                                                  | Итого                                                                                          |
| ЛВО                                                                                            | —                                                                                              | 69                                                                                             | 7                                                                                              | 13                                                                                             | 89                                                                                             |
| ПрибВО                                                                                         | —                                                                                              | 24                                                                                             | 29                                                                                             | 4                                                                                              | 57                                                                                             |
| ЗапОВО                                                                                         | —                                                                                              | 19                                                                                             | 30                                                                                             | 14/6                                                                                           | 63/6*                                                                                          |
| КОВО                                                                                           | —                                                                                              | 171                                                                                            | 28                                                                                             | 16/15                                                                                          | 215/15                                                                                         |
| МВО                                                                                            | —                                                                                              | 5                                                                                              | 1                                                                                              | 2                                                                                              | 8                                                                                              |
| ПриВО                                                                                          | —                                                                                              | 4                                                                                              | 5                                                                                              | 1                                                                                              | 10                                                                                             |
| Обезличенные                                                                                   | —                                                                                              | —                                                                                              | —                                                                                              | 39                                                                                             | 39**                                                                                           |
| Итого по РККА                                                                                  | —                                                                                              | 292                                                                                            | 100                                                                                            | 89/21                                                                                          | 481**/21                                                                                       |

*Три танка учтены ошибочно; принадлежали ПриВО. Всего за ЗОВО числилось 60 Т-28.
**Фактически 36. 3 корпуса танков были списаны весной 1941 года, но в таблице это не отражено.
Кроме того один ИТ-28 находился на НИАБТ Полигоне в Кубинке и три на заводах в качестве опытовых. Таким образом, к началу Великой Отечественной войны РККА располагала 482 танками Т-28. Из числа 36 обезличенных танков, 2 заканчивались ремонтом (отправлены в Псков 1 июля 1941), 15 ожидали ремонта (из них 4 к восстановлению были не пригодны) и 19 представляли собой пустые бронекоробки. Полностью боеспособными являлись порядка 250 машин (впрочем, нараставшие проблемы с запчастями позволяют пересмотреть эту цифру в сторону уменьшения до приблизительно 200 машин). Большинство из них находилось в западных военных округах (КОВО, ПОВО, ЛВО, ЗапВО). Из находящихся в войсках 442 танков, только около 200 были вооружены пушками Л-10.
Штатно-организационная структура подразделений, располагавших Т-28, к началу Великой Отечественной также претерпела существенные изменения. Начиная с лета 1940 года происходил постепенный переход автобронетанковых войск на новую схему организации — тяжёлые танковые бригады постепенно расформировывались, а из их личного состава и материальной части формировались танковые дивизии в составе механизированных корпусов. К примеру, участвовавшая в Зимней войне 20-я Краснознамённая ттбр была преобразована в 1-ю Краснознамённую танковую дивизию 1-го механизированного корпуса, а часть танков из её состава была передана в 3-ю танковую дивизию того же корпуса. Сходным образом преобразовывались и другие тяжёлые танковые бригады.
К началу Великой Отечественной войны Т-28 распределялись в войсках следующим образом:
ЛВО — 90, плюс прототип
1-я танковая дивизия — 31, по списку 38, из них 7 в капитальном ремонте на ЛКЗ
3-я танковая дивизия — 38, по списку 40
24-я танковая дивизия — 2, переданы из 3-й танковой дивизии для обучения экипажей
ЛКЗ — 1 (без постоянного вооружения)
ЛБТКУКС — 1 (прототип)
В ремонте на ЛКЗ — 18, с учётом 7 машин 1-й танковой дивизии
ПОВО — 57 (все с КТ-28)
2-я танковая дивизия — по списку 27, из них 14 в капитальном ремонте на Рембазе № 7 (Дарница, Киев)
5-я танковая дивизия — по списку 30, из них 3 в капитальном ремонте на Рембазе № 7 (Дарница, Киев)
ЗОВО — 58 (все с КТ-28), по списку 60, из них 2 в капитальном ремонте на Рембазе № 7 (Дарница, Киев)
4-я танковая дивизия — 58
КОВО — 215, плюс 2 из ЗОВО и 3 из ПриВО
8-я танковая дивизия — 68, по списку 78, из них 10 в капитальном ремонте на Рембазе № 7.
10-я танковая дивизия — 51, по списку 55, из них 4 в капитальном ремонте на Рембазе № 7
15-я танковая дивизия — 76, по списку 77, из них 1 в капитальном ремонте на Рембазе № 7
Рембаза № 7 (Дарница, Киев) — 42, с учётом машин 2-й, 5-й, 7-й, 8-й, 10-й, 15-й дивизий и СБТУ (КОВО — 20, ПОВО — 17, ЗОВО — 2, ПриВО — 3)
МВО — 11 (6 с КТ-28, 2 с Л-10)
ВАММ — 6 (5 с КТ-28, 1 с Л-10)
НИАБТ Полигон — 2 (1 с КТ-28, 1 с Л-10), ИТ-28 — 1
Завод № 92 — 2 (без постоянного вооружения)
ПриВО — 10 (7 с КТ-28, 3 с Л-10), по списку 13, из них 3 в капитальном ремонте на Рембазе № 7 (Дарница, Киев)
2-е СБТУ — 10
Из 39 обезличенных, к июню 3 были списаны и 12 подлежали списанию; в процессе восстановления на ЛКЗ находилось 2 танка (№ 1669, 1580-Н), отправленных 1.07.1941 в Псков.
Списано — 18 (16 по актам и 2 пропавшие)
Итого — 503, плюс прототип
Примечание: три танка с конической башней были в 1-м механизированном корпусе.
Не менее интересна история со снятием с учёта танков. По результатам Зимней войны списали 23 машины. Однако при переучёте выяснилось, что это не так.
«Акт
25 апреля 1941 г.
г. Ленинград
На основании распоряжения ГАБТУ КА от 4 апреля комиссия … в период с 11 по 25 апреля 1941 года произвела следующую работу:
1.Переучёт машин „Т-28“, завезённых на Кировский завод в 1940 году для капитального ремонта.
…
В процессе работы комиссией выявлено:
1.Неразобранные машины.
За заводом числится 44 машины „Т-28“, завезённых для капитального ремонта, из них 2 машины заканчиваются капитальным ремонтом на заводе, 27 разобраны и 15 стоят на площадке в ожидании ремонта.
…
2.Бронекорпуса.
…
Из 27 корпусов разобранных машин Т-28 на Кировском заводе имеется в наличии 11, остальные 16 корпусов числятся за Ижорским заводом.
Комиссией были осмотрены корпуса, находящиеся на обоих этих заводах; в результате осмотра установлено, что из 11 корпусов, которые находятся на Кировском заводе, подлежат списанию с учёта как сгоревшие и негодные два корпуса и девять корпусов могут быть восстановлены в условиях Ижорского завода.
Из 16 корпусов, числящихся по данным Кировского завода за Ижорским заводом, комиссией обнаружено на Ижорском заводе только 11 корпусов, из которых 3 корпуса списаны распоряжением БТУ ГАБТУ КА, 2 корпуса могут быть восстановлены и использованы при ремонте и 6 корпусов подлежит списанию. Остальные 5 корпусов, числящихся за Ижорским заводом, ни по документам, ни при проверке корпусов на месте комиссией не обнаружены…»
Из вышеизложенного следует, что из 23 списанных по итогам Советско-Финляндской войны Т-28, 5 попросту не существовало.
Что касается 42 Т-28, находившихся на Рембазе № 7 на 22 июня, а так же поступивших с мест боев, то, согласно докладу её начальника, воентехника 1-го ранга Сосенкова, с 22 июня по 1 августа 1941 года было отремонтировано и отправлено в войска 36 танков, из них до 1 июля — 3, с 1 по 29 июля — 30, с 29 июля по 1 августа — 3. Переформированная в конце июля 12-я танковая дивизия получила 25 из них.
Танки Т-28 активно использовались в начальный период войны, однако практически все они были потеряны в первые месяцы боевых действий. Помимо неграмотного использования, нехватки горючего и боеприпасов и общей дезорганизации частей РККА, основной причиной потерь являлась техническая изношенность большинства танков и практически полное отсутствие запчастей к ним. К примеру, в «Докладе о боевой деятельности 10-й танковой дивизии на фронте борьбы с германским фашизмом за период с 22 июня по 1 августа 1941 года» содержатся следующие данные о Т-28, имевшихся в составе дивизии:

По своему техническому состоянию танки Т-28 имели запас хода в среднем до 75 часов. В большинстве своём они требовали замены двигателей и по своему техническому состоянию не могли быть использованы в длительной операции. К 22 июня имелся 51 танк Т-28, из них выведено по тревоге 44 машины. Практически полное отсутствие запчастей сразу пагубно сказалось в период военных действий. Машины зачастую выходили из строя по малейшим техническим неисправностям

В соответствии с данным документом, из 51 танка Т-28, потерянного 10-й тд 15-го механизированного корпуса за указанный период, в бою были подбиты лишь 4 машины, ещё 4 вышли из строя при выполнении боевой задачи, 4 были оставлены исправными из-за отсутствия горюче-смазочных материалов, 3 пропали без вести, и 2 застряли на препятствиях. Остальные 32 танка вышли из строя по техническим причинам и были оставлены.

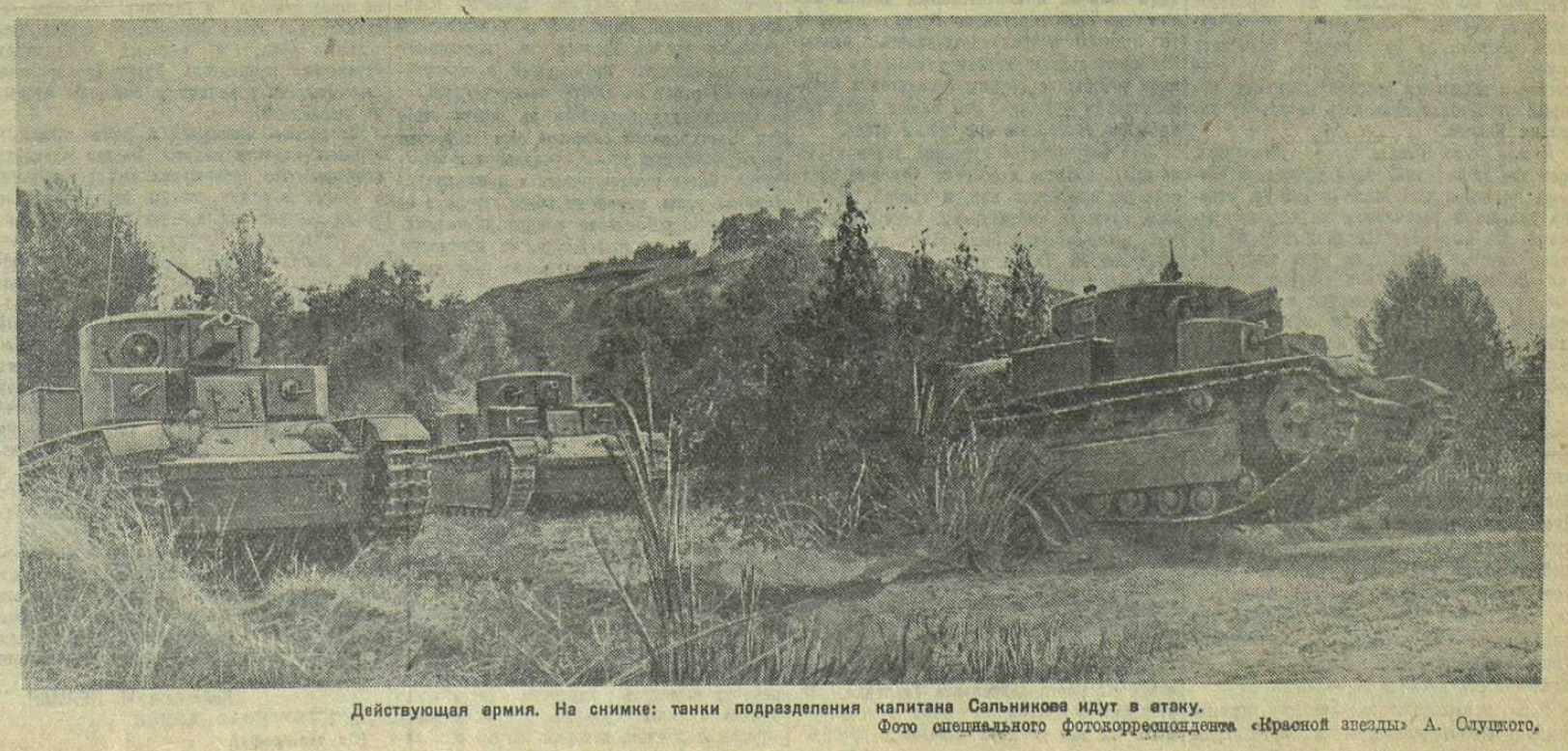
Танки подразделения капитана Сальникова идут в атаку. 22 августа 1941 г.

Что касается Западного Особого Военного Округа, то 58 его Т-28 находились на хранении в военном городке 4-й танковой дивизии. Попытки вырваться из котла успехом не увенчались — все машины остались на территории противника.
Вместе с тем, практика показывала, что при грамотном использовании Т-28 (в особенности экранированные Т-28Э) способны эффективно бороться со всеми типами бронетехники противника и противостоять огню малокалиберной противотанковой артиллерии и противотанковых ружей. Т-28 были отмечены и актами героизма советских танкистов. Например, 3 июля 1941 года Т-28 (танк, прошедший капитальный ремонт на рембазе № 7; был отгружен на один из складов Минска) под командованием майора танковых войск Васечкина с экипажем из механика-водителя Дмитрия Малько и трёх курсантов совершил рейд по уже захваченному немцами Минску, тараня вражеские грузовики, сбивая пехоту, уничтожая противника огнём пушки и пулемётов. Была уничтожена группа солдат и грузовик на ул. Ворошилова, колонна мотоциклистов на ул. Ульянова, сосредоточение живой силы и техники противника на ул. Янки Купалы и в парке им. Горького. Истратив боеприпасы, танк стал выходить из города и был остановлен только на восточной окраине огнём противотанковой батареи. Майор Васечкин погиб, уже выбравшись из горящей машины. Водитель — старший сержант Дмитрий Малько — сумел покинуть танк и пробраться через линию фронта к своим. Командир пулемётной башни № 3 курсант Николай Педан попал в плен и был освобождён в 1945 году. Заряжающий курсант Фёдор Наумов был местными женщинами спрятан в подполе, после чего пробрался к партизанам. Дальнейшая судьба последнего курсанта, Александра Рачицкого, неизвестна.
Осенью — зимой 1941 года уцелевшие Т-28 продолжали эпизодически встречаться на фронтах. Генерал Лелюшенко вспоминал, что достал на заброшенном полигоне «16 танков Т-28 без моторов, но с исправными пушками» и использовал их как неподвижные огневые точки на направлении Бородино — Можайск. Как минимум один из этих танков уничтожил не менее четырёх вражеских. Небольшое количество этих машин участвовало в Битве за Москву. К весне 1942 года Т-28 имелись только в Ленинградском военном округе (порядка 20 машин). Относительное «долголетие» Т-28 в ЛВО объясняется, в первую очередь, близостью Кировского завода, на котором всё ещё оставался запас запчастей к ним, а, во-вторых, тем, что в составе частей ЛВО находились в основном экранированные танки Т-28Э, представлявшие для немецких танков и противотанковых орудий серьёзную проблему. Т-28 активно использовались в обороне Ленинграда (в том числе и как неподвижные огневые точки). Последнее же их боевое применение в составе РККА было зафиксировано зимой 1944 года — в операции по снятию блокады Ленинграда.

### Трофейные Т-28 в войскахФинляндиии ввермахте

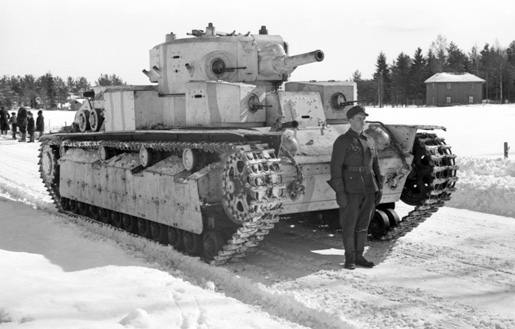
Один из Т-28 с пушкой Л-10, захваченных финнами в ходе Зимней войны и принятых на вооружение финской армии, 1940 год. Танк уже перекрашен в камуфляж финских танковых частей (почти вертикальные голубые полосы на белом фоне).

Экранированный Т-28 с маркировкой вермахта, осень 1941 года

Трофейные Т-28 применялись финской армией. Во время Зимней войны финны захватили две практически исправные машины (из состава 20-й ттбр), а в августе 1941 года — ещё 10 (из состава 107-й отб). Из этих машин семь были отремонтированы и введены в строй. Одна из машин имела советскую экранировку, остальные были экранированы финнами, при этом финская схема экранировки местами существенно отличалась от советской. В частности, была усилена бронезащита маски пушки (кроме того, имели место попытки перевооружения Т-28 укороченными трофейными советскими пушками Ф-22, впрочем, безрезультатные). Семёрка Т-28 находилась на вооружении единственной финской танковой бригады, в составе которой участвовала в боевых действиях в Карелии в 1941—1944 годах, в частности, при обороне финнами Выборга. Уже после выхода Финляндии из войны, в 1945 году, один Т-28 был переделан в ремонтно-эвакуационную машину. На вооружении финской армии танки Т-28 стояли до 1951 года.
Данные о применении трофейных Т-28 немецкой армией практически отсутствуют. Сохранилось всего несколько фотографий Т-28 с опознавательными знаками вермахта, причём, скорее всего, на них запечатлена одна и та же машина. Вместе с тем, в вермахте танк успел получить официальное обозначение — Panzerkampfwagen 746 (r). Это позволяет предположить, что если эти танки и использовались немецкой армией в боевых действиях, то их применение было эпизодическим, а количество используемых танков не превышало 10 экземпляров (вероятнее всего 3—4 машины). Кроме того, достоверно известно, что один технически исправный трофейный Т-28 был доставлен немцами на танковый полигон в Куммерсдорфе и тщательно изучен. Дальнейшую судьбу этой машины установить не удалось.
Один Т-28 был захвачен венгерскими войсками летом 1941 года, однако в боях, видимо, не использовался. В январе 1945 года этот танк был захвачен частями Красной армии у здания арсенала в Будапеште, где он, возможно, и стоял с 1941 года. Кроме того, известно о нахождении двух трофейных танков Т-28 в румынской армии. Эти машины также были захвачены летом 1941 года и установлены на одной из площадей Бухареста для всеобщего обозрения. Встречающаяся в некоторых источниках информация о продаже двух танков Т-28 Турции не имеет каких-либо подтверждений и скорее всего не соответствует действительности.

## Оценка машины

Танк Т-28 на войсковых манёврах. Белорусский военный округ, 1936 год

### Опыт эксплуатации в РККА
Т-28 в целом был удачной машиной, достаточно совершенной для своего времени. Несмотря на тупиковость многобашенной компоновки, состав и расположение вооружения Т-28 можно считать оптимальными. Три башни, размещённые в два яруса, при независимости их управления, способны были обеспечить эффективное сопровождение пехоты массированным огнём. При этом важным является тот факт, что командир имел возможность эффективно управлять огнём и корректировать его, что, к примеру, было нереализуемо на Т-35, управлять пятью башнями которого в бою один командир физически не мог. Наконец, два пулемётчика в передних башнях не только вели огонь из пулемётов, но и помогали обнаруживать цели, что в конечном итоге способствовало выживанию танка.
Танк имел адекватное для своего времени бронирование, надёжно защищавшее экипаж и механизмы от пуль и осколков снарядов, а в случае экранировки танк получал возможность противостоять снарядам малокалиберной противотанковой артиллерии. Скоростные и маневровые показатели машины также были весьма передовыми для своего времени, в особенности у модификации Т-28А с улучшенными редуктором и КПП.
Вместе с тем, для своего времени танк Т-28 был весьма сложной машиной и имел существенные недостатки, особенно в системах двигателя и трансмиссии. Ходовая часть также быстро изнашивалась: лопались рессоры, выходили из строя детали подвески, ломались шестерни бортовых передач. Танки с трудом проходили приёмо-сдаточный пробег, а затем на завод начинал поступать поток рекламаций из войск. В особенности указанными недостатками страдали «недоведённые» машины первых серий, выпуска 1933—1935 годов (впрочем, в те годы низкая культура производства была общей проблемой советского танкостроения — даже куда менее сложные Т-26 производства 1933—1935 годов имели многочисленные недоработки и технологический брак). Благодаря ряду переделок и улучшений, внесённых в конструкцию машины по ходу её производства (в частности, усиление амортизаторов ходовых тележек, применение опорных катков с внутренней амортизацией, постоянное совершенствование агрегатов двигателя и трансмиссии), недостатки танка были существенно снижены, но устранить их полностью так и не удалось. Во многом это было связано как со скудной агрегатной базой, так и с достаточно низкой технологией и культурой производства. Да и сами войска не всегда были готовы к приёму и эксплуатации столь сложных боевых машин.
При умелом применении и хорошем снабжении танк демонстрировал высокую эффективность даже в сложных условиях эксплуатации и ведения боевых действий, что было лишний раз подтверждено в ходе Зимней войны. Несомненно, четыре с половиной сотни Т-28, освоенных в войсках, технически исправных и укомплектованных подготовленными экипажами, были бы серьёзной помехой для войск вермахта, однако этого не случилось из-за проблем со снабжением запчастями и расформирования накануне войны тяжёлых танковых бригад.
Вместе с тем, возрастание к концу 1930-х годов мощи противотанковой артиллерии создавало необходимость увеличения толщины брони танка. Это заводило идею многобашенной компоновки в тупик, из которого ей уже не суждено было выбраться. Проводившиеся попытки разработки танка, подобного Т-28, с противоснарядным бронированием, наглядно иллюстрировали этот факт — резко возрастали масса и габариты танка. Экранирование готовых танков, частично решавшее проблему снарядостойкости, также приводило к снижению подвижности машин. Последние советские многобашенные танки — СМК и Т-100 — также наглядно продемонстрировали эти минусы, а появившиеся в 1940 году Т-34 и КВ-1 окончательно похоронили идею многобашенной компоновки.

### Сравнение с зарубежными аналогами

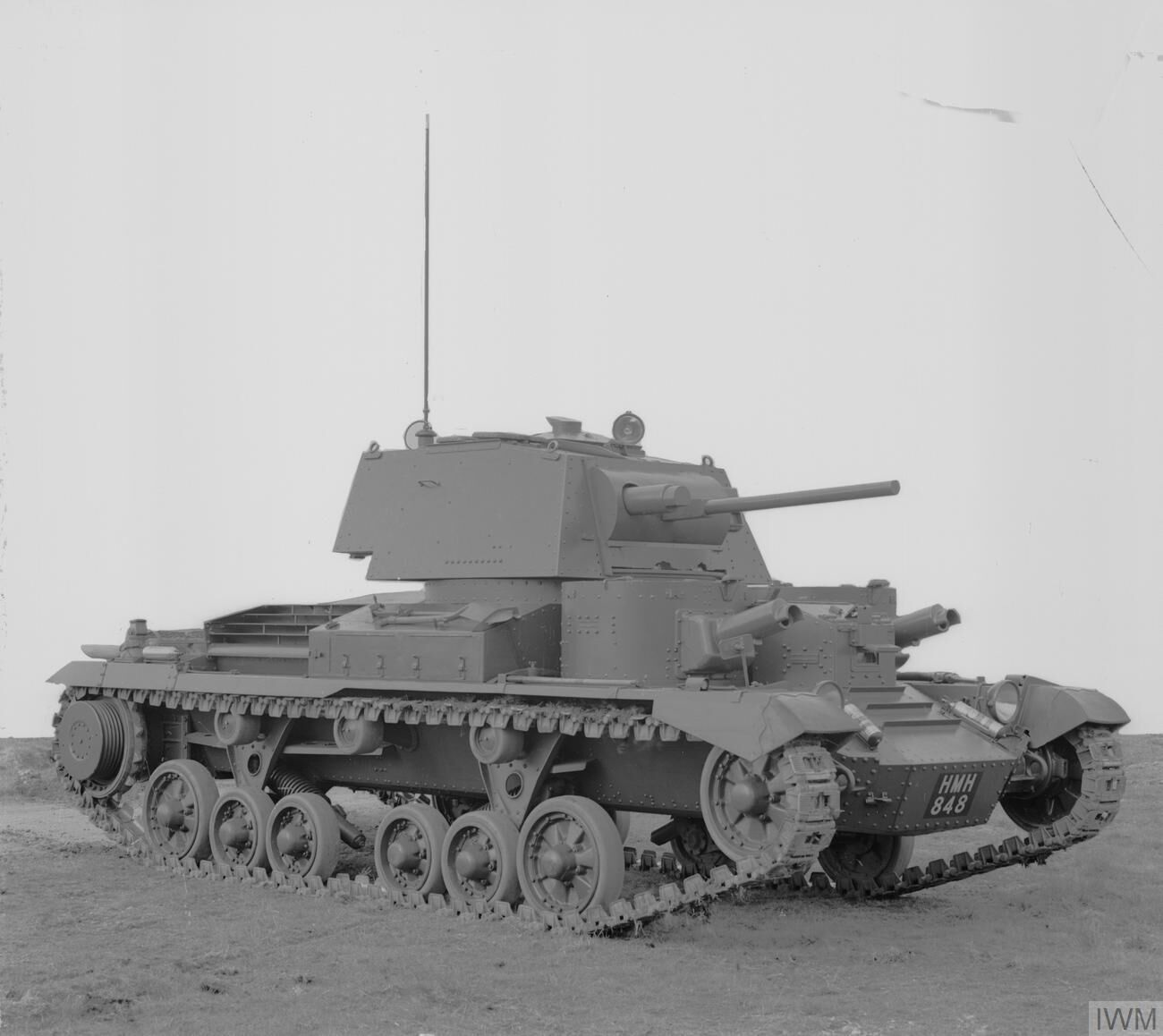
Британский крейсерский танк «Виккерс» Mk I

Немецкий опытный тяжёлый танк Neubaufahrzeug

По сочетанию основных оценочных параметров — подвижности, вооружению и бронезащите — в 1930-е годы танк Т-28 был сильнейшим средним танком в мире. При этом на момент начала производства Т-28 серийных аналогов ему практически не существовало — к примеру, танковые части Франции в то время были укомплектованы практически исключительно лёгкими танками FT-17, а немецкие бронетанковые войска вообще ещё не существовали. Серийные танки, сравнимые с Т-28, в других странах начали выпускаться лишь через несколько лет.
Английский крейсерский танк «Виккерс» Mk I, также известный как «Виккерс» A9, по сути, являлся «двоюродным братом» Т-28, поскольку был развитием конструкции «Виккерса 16-тонного» и также имел три башни. Хотя разработка этой машины началась в 1934 году, первый серийный танк покинул заводской цех лишь в 1937-м. По английской классификации танк являлся крейсерским, и его скорость — 40 км/ч по шоссе и 24 км/ч по рокаде — соответствовала скорости Т-28, как и запас хода — около 200 км по шоссе. Вместе с тем, проходимость танка была ниже его советского «родственника» — к примеру, ширина преодолеваемого «Виккерсом» Mk I рва составляла 2,25 м против 3,2 м у Т-28. За счёт вооружения 40-мм пушкой OQF, Mk I превосходил Т-28 с орудием КТ-28 в борьбе с бронированными целями, не имея преимуществ перед Л-10. Но отсутствие к пушке иных снарядов, кроме бронебойных, оставляло танку для борьбы с иными целями лишь три 7,7-мм пулемёта «Виккерс». Бронирование же английского танка — лоб корпуса 14 мм и борт 6 мм — для 1937 года уже было анахронистическим и полностью уступало советскому танку. Несколько лучше в плане бронезащиты дела обстояли у следующего английского крейсерского танка, «Виккерса» Mk II (A10) — лоб корпуса довели до 30 мм, что соответствовало лобовой броне Т-28. Однако вооружение танка по сравнению с предшественником сократилось на один пулемёт (с танка исчезли пулемётные башни), а подвижность вообще упала почти в два раза (25 км/ч по шоссе и 12 км/ч по рокаде), как и проходимость — танк не мог перебраться через ров шире 1,8 м. Таким образом, английские танки соответствующего периода ощутимо уступали Т-28 по большинству параметров (если не по всем). Даже более поздние танки англичан, такие как «Матильда» или «Ковенантер», превосходили Т-28 лишь по какому-то одному параметру (бронезащите и подвижности соответственно), ощутимо уступая в других.
Немецкая сторона в ряду средних танков 1930-х годов представлена весьма одиозной машиной под названием Neubaufahrzeug, известной также как Nb.Fz. Этот танк, первый полноценный экземпляр которого был построен в 1935 году, также имел многобашенную компоновку (артиллерийская башня и две пулемётных) и немцами позиционировался как тяжёлый. Собственно, таковым было лишь вооружение танка — оно состояло из 75-мм и 37-мм орудий, устанавливавшихся в спарке в главной башне, а также трёх пулемётов. Рассматривался вариант установки короткоствольного 105-мм орудия. Но, превосходя Т-28 в плане вооружения, Nb.Fz. ощутимо уступал ему в подвижности и ещё ощутимее — в бронировании, которое у немца составляло 15—20 мм. При этом Nb.Fz. являлись опытными машинами и были построены лишь в количестве трёх экземпляров (без учёта прототипов). Более поздние немецкие танки PzKpfw III (модификаций D, E) и PzKpfw IV (модификации D), с которыми Т-28 столкнулись в ходе Великой Отечественной войны, по показателям бронезащиты уже приближались к советскому танку (но не к его экранированному варианту Т-28Э), однако всё ещё уступали ему в проходимости и огневой мощи.
Что же до Франции, то её бронетанковые части, начиная с 1935 года, располагали пехотными танками Char B1, по массе относимыми к средним и, в ряде источников, к тяжёлым танкам. Наиболее многочисленная модификация этого танка, Char B1bis, имела, подобно немецкому Nb.Fz., два орудия калибра 75 и 47 мм, причём 75-мм устанавливалось в лобовом листе корпуса. Мощь и мобильность его пулемётного вооружения, однако, сильно уступала Т-28 — Char B1bis нёс лишь два пулемёта калибра 7,5 мм. В плане бронезащиты французский танк превосходил Т-28 и был сравним с Т-28Э, однако подвижность B1bis уступала показателям советского танка. Помимо этого, реальная эффективность B1bis снижалась крайней функциональной перегруженностью командира танка, вынужденного одновременно руководить танком в целом, вести стрельбу из башенного орудия и вдобавок к этому координировать стрельбу из 75-мм орудия.

## Сохранившиеся экземпляры

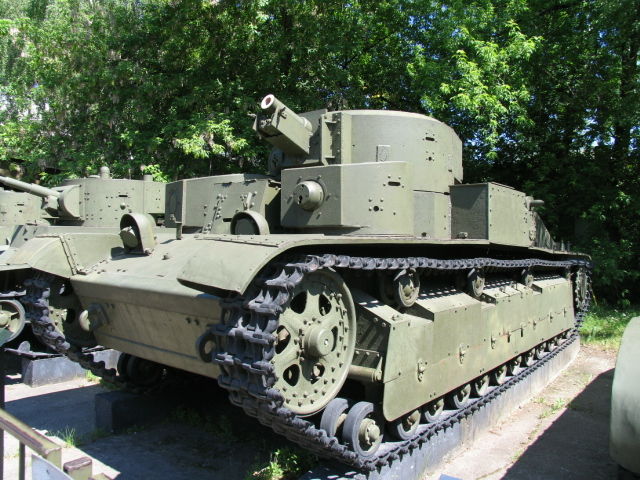
Т-28 в экспозиции Центрального музея Вооружённых Сил в Москве

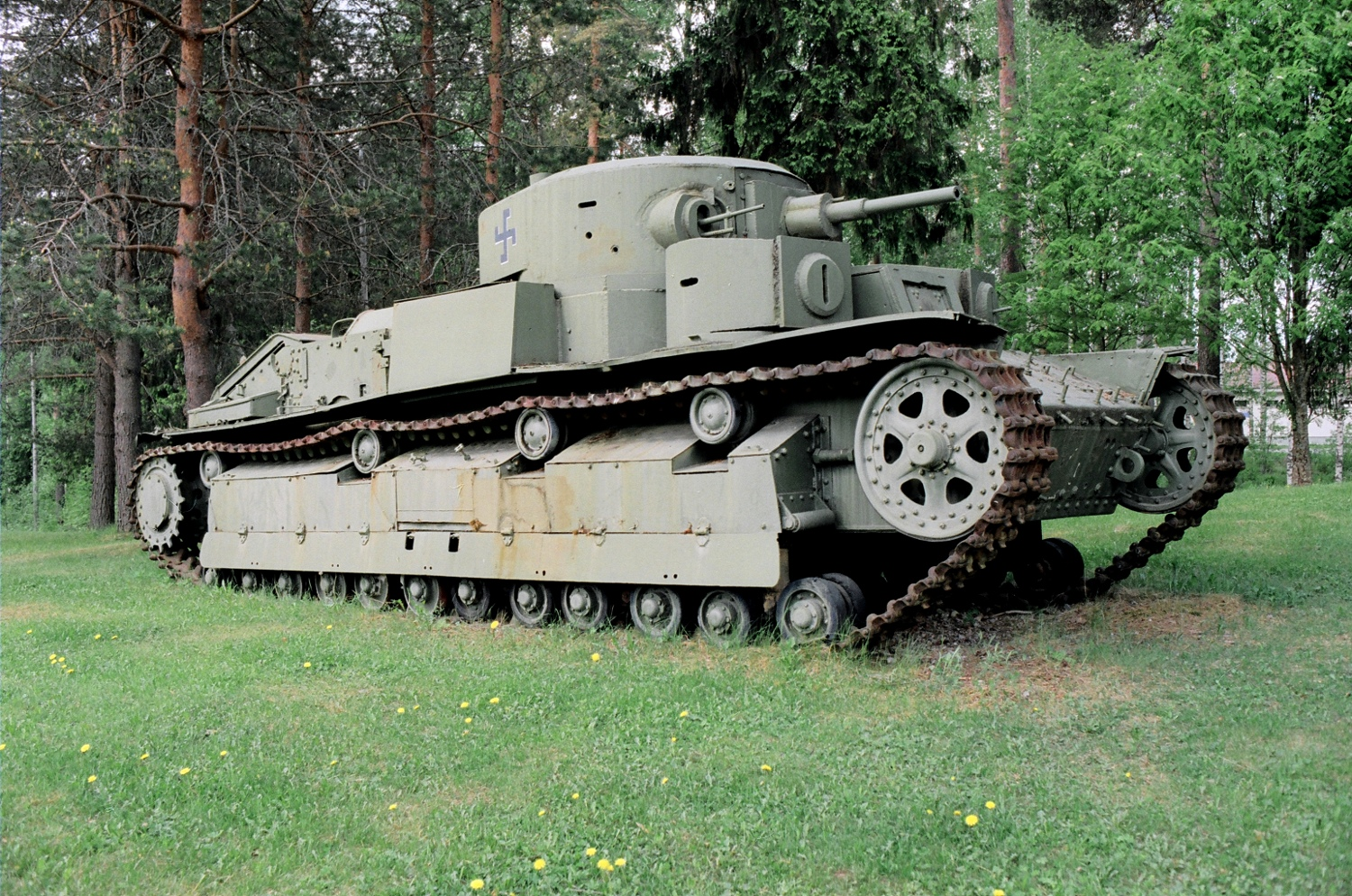
Т-28 на территории бывшего гарнизона в Миккели.

На сегодняшний день известно о существовании 5 экземпляров танка Т-28 в целом виде, а также некоторого количества элементов танков:
- Россия — 2 машины:
  - танк образца 1936 года (единственная сохранившаяся машина с орудием КТ-28), в экспозиции под открытым небом Центрального музея Вооружённых Сил в Москве[Л 48];
  - танк образца 1938 года, отреставрированный поисковым клубом «Арьергард». Корпус танка, приспособленный под огневую точку, был обнаружен в районе посёлка Лемболово Ленинградской области в начале 2000-х, и некоторое время экспонировался в музейном комплексе «Сестрорецкий рубеж» (город Сестрорецк, Курортный район Санкт-Петербурга)[6]. Впоследствии был восстановлен до ходового состояния с использованием ряда оригинальных запчастей, принадлежавших другим танкам Т-28. В дальнейшем танк отправился в музей «Боевая Слава Урала»[11].
  - В экспозиции Центрального музея Великой Отечественной войны на московской Поклонной горе имеется малая башня, предположительно принадлежавшая танку Т-28.[12]
- Финляндия — 3 машины:
  - два танка образца 1938 года, экранированные (с оригинальной и финской экранировками), в экспозиции танкового музея в Пароле[Л 48]. Один танк представлен в открытой экспозиции. Вторая машина, лишённая траков, вооружения и ряда мелких деталей ходовой части и корпуса, находится в закрытом хранилище музея в ожидании реставрации[13].
  - танк образца 1938 года, экранированный (финская экранировка), на территории бывшего гарнизона расформированной Саволаксской пехотной бригады, Миккели[Л 48]. Пулемёты отсутствуют, оригинальное орудие заменено макетом советской 45-мм танковой пушки.
  - Остатки ещё одного Т-28 (груда обломков) сохранились на одном из военных полигонов в районе Хямеэнлинны — видимо, танк использовался в качестве артиллерийской мишени[Л 48].
- Украина В Киеве на Рыбальском полуострове, на корабле-памятнике «Железняков» — две башни танка Т-28 раннего образца (с квадратным люком). В каждой из башен двухорудийная 45-мм артиллерийская установка 41-к.

## В массовой культуре

### Стендовый моделизм

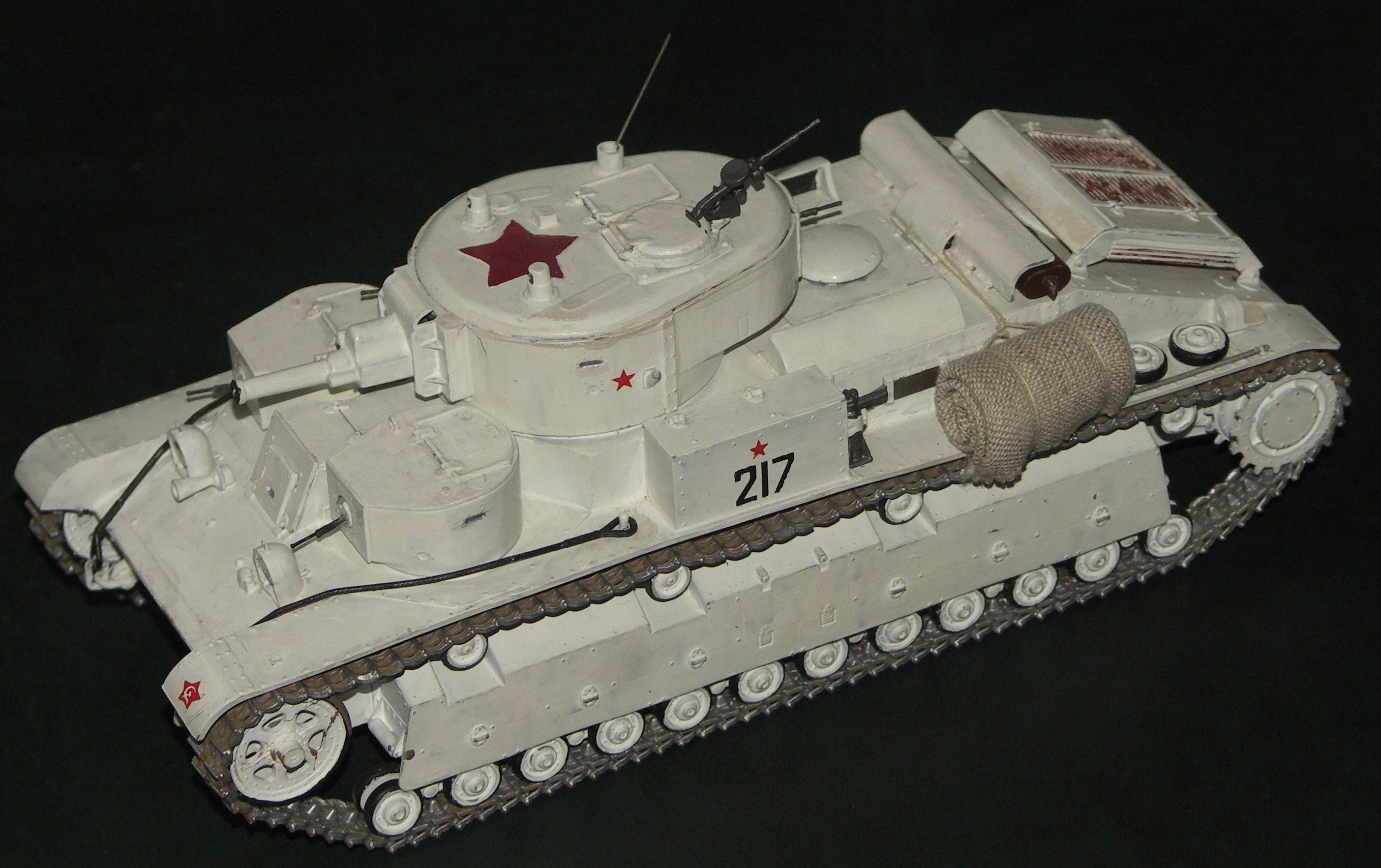
Пластиковая модель-копия танка Т-28 образца 1938 года в масштабе 1:35 выпуска фирмы Alanger

Сборные пластиковые модели-копии танка Т-28 в масштабе 1:35 в разное время выпускались фирмами ICM (Украина) и Alanger (Россия), однако больше эти модели не производятся. Модели, отлитые по одним и тем же пресс-формам, отличались высоким качеством изготовления (вплоть до проработки интерьера машин). При этом достоверность моделей также на достаточно высоком уровне, хотя присутствует ряд мелких ошибок — нетипичное отображение воздухозаборников на крыше моторного отделения, неверное расположение креплений поручневой антенны, лишние рёбра жёсткости возле установки кормового пулемёта и т. д. Выпускаемые модели варьировались вооружением (КТ-28 или Л-10), антеннами (поручневая или штыревая) и рядом других параметров, что позволяло, при желании и некоторой доработке, собрать танк конкретного года выпуска.
Помимо Т-28, фирмы ICM и Alanger осуществляли также выпуск моделей инженерного танка ИТ-28 на базе Т-28 (см. выше). Модель в масштабе 1:35 представляла собой набор деталей корпуса и ходовой части, аналогичный базовому, и дополнительные элементы рубки и конструкции моста.
Кроме того, в конце 1990-х Т-28 в масштабе 1:35 выпускались фирмой AER Moldova. Данная модель отличалась от продукции ICM и Alanger. Качество и деталировка модели были несколько ниже приведённых ранее аналогов, хотя соответствие оригиналу («копийность») данной модели местами была выше, нежели у продукции ICM/Alanger. На сегодняшний день модели этой фирмы также не производятся.
Компания Hobby Boss, на июль 2018 года, выпускала пять пластиковых моделей танка Т-28 в масштабе 1:35. Модель 83851 — ранний вариант танка. Модель 83852 — вариант танка со сварным корпусом. Модель 83853 — вариант танка с корпусом на заклёпках. Модель 83854 — вариант Т-28Э (экранированный). Модель 83855 — вариант танка с конической башней.
Также с марта 2019 года модель Т-28 раннего выпуска в масштабе 1:35 выпускается фирмой «Звезда».
В масштабе 1:72, на июль 2018 года, две пластиковые модели танка Т-28 выпускала компания Trumpeter. № 07150 — сварной корпус, № 07151 — корпус на заклёпках.
Металлическая (цинк 74,84 %, акрилонитрилбутадиенстирол (ABS) 22,26 %, поливинилхлорид 2,89 %) модель танка в масштабе 1:72 являлась «моделью номера» (приложением к журналу) выпуска № 15 журнала «Русские Танки» (от 22 марта 2011 года, учредитель и издатель ООО «ДжИ Фаббри Эдишинз»).
В масштабе 1:87 танки Т-28 выпускались в уже собранном виде китайским предприятием Kamo в середине 1990-х годов.
Кроме того, бумажная модель Т-28 в масштабе 1:35 выпускалась в серии самоделок из картона «Умная бумага».

### Компьютерные игры
Танк Т-28 фигурирует в ряде компьютерных игр, хотя в целом встречается в них нечасто.
К примеру, основные его модификации представлены в пошаговой тактической игре Steel Panthers. Также танк присутствует в игре «Блицкриг II», появлялся он и в первом «Блицкриге» (в дополнениях «Блицкриг. Восточный фронт» и «Смертельная схватка IV»). Подвижность и огневая мощь танков в этих играх показана достаточно реалистично, а вот показатели бронирования машин явно завышены в сравнении с другой техникой. Хотя можно предположить, что разработчики имели в виду экранированный вариант танка Т-28Э — в этом случае сильное бронирование относительно оправдано. Общим недочётом является достаточно большое количество этих танков в игре, в частности, в главе «Битва за Москву», в то время как в реальности уже к осени 1941 года бо́льшая часть танков Т-28 была потеряна, и встречались они в танковых частях лишь эпизодически.
Несколько более правдоподобным является отображение танка в созданной на платформе первого «Блицкрига» игре «Talvisota: Ледяной ад», посвящённой советско-финской войне 1939—1940 годов. Показатели бронирования танков в этой игре вполне соответствуют историческим реалиям, особенно учитывая факт отсутствия на момент Зимней войны экранированных танков Т-28Э.
Танк Т-28 также можно увидеть среди других советских танков MMO-игры World of Tanks, причём имеется возможность перевооружения танка различными орудиями вплоть до 57-мм длинноствольной пушки ЗИС-4, а также предоставлен Т-28Э Ф-30 в качестве премиум машины.
Также Т-28 присутствует в релизной линейке наземной техники в игре War Thunder.